# الفترة الفجرية
الإيوسيني أو الإيوسين أو الأيوسين أو عصر الإيوسين أو عصر فجر الحداثة أو الفترة الفَجْرِيّة أو العصر الحديث السابق (باللاتينية: Eocene) فترة جيولوجية من المقياس الزمني الجيولوجي تمتد من 56 إلى 33.9 مليون سنة مضت، لمدة 22.1 مليون سنة تقريبا.
ما يُميز بداية الإيوسيني هي الفترة الوجيزة التي شهدت انخفاضًا استثنائيًا في تركيز نظير الكربون 13C في الغلاف الجوي مقارنةً بالنظير الأكثر شيوعًا 12C. وبلغ متوسط درجة حرارة الأرض في بداية الإيوسيني حوالي 27 درجة مئوية. تم تحديد نهاية الإيوسيني بحدث انقراض كبير يُسمى "الانقلاب الكبير" (Grande Coupure) أو حدث انقراض الإيوسيني-الأوليغوسيني، والذي قد يكون مرتبطًا باصطدام نيزك كبير واحد أو أكثر في سيبيريا الذي يُعرف الآن بخليج تشيزبيك. كما هو الحال مع الفترات الجيولوجية الأخرى، فإن الطبقات التي تُحدد بداية ونهاية الإيوسيني محددة جيدًا، على الرغم من أن تواريخها الدقيقة غير مؤكدة إلى حد ما.

## التسمية
صاغ العالم الموسوعي الإنجليز "وليام ويلي" بالاشتراك مع العالم تشارلز لايل مصطلح الإيوسيني عام 1831، حيث اقترح "ويلي" الاسم في رسالة إلى "لايل"، ثم قام لايل لاحقًا بتقديم المصطلح ونشره على نطاق واسع في عام 1833 في كتابه المؤثر "مبادئ الجيولوجيا". وقد جاءت الكلمة (الإيوسيني) من الإغريقية: Ἠώς = (Ēṓs) = 'فجر' و καινός = (kainós) = 'جديد'، وترمز لـ("فجر" الحياة "الحديثة") والتي بدأت بالظهور في هذه الفترة. ويدل الاسم إلى ظهور أولى الأشكال الحديثة للثدييات بعد انقراض الديناصورات، حيث بدأت الحياة تتطور باتجاه الأنواع التي نعرفها اليوم.

## الأقسام الفرعية والحدود
يقع الحد الأدنى للإيوسيني (القسم والنقطة المعيارية للحدود الطبقية العالمية أو GSSP) عند قاعدة رحلة نظائر الكربون، بداية الحد الأقصى الحراري الأساسي في الإيوسيني ("الحد الأقصى للحرارة البالوسينية - الإيوسينية") عند محمية الدبابية (حوض النيل، مصر). ويعتبر الإيوسيني فترة ديناميكية تُمثل تحولات مناخية عالمية بين حالتين مناخيتين متطرفتين، من الدفء إلى البرودة.

| العصر       | الفترة       | المرحلة    | أهم الأحداث | البداية (م.س.مضت) |
| ----------- | ------------ | ---------- | --- | ----------------- |
| الباليوجيني | الأوليغوسيني | الروبيلي   | أحدث | أحدث              |
| الباليوجيني | الإيوسيني    | البريابوني | - أحداث جيولوجية:أدى استئناف اتجاه تبريد تدريجي طويل الأمد إلى حدوث أقصى اتساع جليدي في أواخر الإيوسيني وبداية الأوليغوسيني. - أحداث حيوية :بدأ بحدث الانقراض الكبير المُسمى "الانقلاب الكبير" (Grande Coupure)، وهي حلقة من الانقراضات الجماعية والتغيرات الحيوانية الملحوظة. تميزت بدايته بالظهور الأول للبذيرات الجيرية (Chiasmolithus oamaruensis). تميزت نهايته بوجود المنخربات العوالقية وانقراض جنس هانتكينينا. | 37.71             |
| الباليوجيني | الإيوسيني    | البارتوني  | - أحداث جيولوجية:أطلق عليها كارل ماير-إيمار هذا الاسم وحدد حدودها في عام 1857 اعتمادًا على الرواسب الطينية الغنية بالأحافير في جنوب إنجلترا. - أحداث حيوية :تميزت بدايته بالانقراض شبه الكامل للبذيرات الجيرية (Reticulofenestra reticulata). تميزت بأول ظهور للبذيرات الجيرية (Chiasmolithus oamaruensis). | 41.03             |
| الباليوجيني | الإيوسيني    | اللوتيشي   | - أحداث جيولوجية:تميز بوفرة البحار القارية الخاضعة للتأثيرات القارية. واتسمت هذه الفترة بالتحول نحو مناخ أكثر برودة في نهاية الذروة المناخية للإيوسيني المبكر، والتي قاطعها لفترة وجيزة حدث احترار آخر، وهو الذروة المناخية للإيوسيني الأوسط، أستمر نحو 400,000 عام. وقد كان سببا في ارتفاع موحد في درجة حرارة سطح المحيطات وعمقها، تراوح بين 4 و6 درجات مئوية، كما يُستدل من سجلات نظائر الأكسجين المستقرة في المُنْخَرِبات. - أحداث حيوية :تميز بوفرة اللافقاريات البحرية (الرخويات، والشعاب المرجانية، وقنافذ البحر). تميزت بدايته بتطور "المنخربات العوالقية" وظهور جنس هانتكينينا (Hantkenina) من المنخربات. أنتهت الفترة بالتزامن مع الانقراض شبه الكامل للبذيرات الجيرية (Reticulofenestra reticulata). | 48.07             |
| الباليوجيني | الإيوسيني    | الأبريسيني | - أحداث جيولوجية:بدأ بالتزامن مع بداية الحد الأقصى للحرارة البالوسينية - الإيوسينية، وهي فترة من الاحتباس الحراري السريع والشديد. وتميزت بدايته بتغير في نظير الكربون 13C، حيث زادت مستويات ثاني أكسيد الكربون وانخفضت نسبة نظير الكربون 13C إلى نظير 12C. - أحداث حيوية :انقراض العديد من المنخربات القاعية، ويرتبط بحدث تطوري كبير للثدييات. تميزت نهاية هذا العصر بتطور كبير في "المنخربات العوالقية" وظهور جنس هانتكينينا (Hantkenina) من المنخربات. | 56                |
| الباليوجيني | الباليوسيني  | الثانتي    | أقدم | أقدم              |

## الجغرافيا القديمة
خلال هذه الفترة، استمرت القارات بالانجراف نحو مواقعها الحالية. في البداية ظلت أستراليا والقارة القطبية الجنوبية متصلتين، وربما اختلطت التيارات الاستوائية الدافئة بمياه القارة القطبية الجنوبية الباردة، مما أدى إلى توزيع الحرارة حول الكوكب واستمرار ارتفاع درجات الحرارة العالمية. عندما انفصلت أستراليا عن القارة الجنوبية منذ حوالي 45 مليون سنة، ابتعدت التيارات الاستوائية الدافئة عن القارة القطبية الجنوبية. وتشكّلت قناة لمياه باردة معزولة بين القارتين. ومع ذلك، تُثير نتائج النمذجة تساؤلات حول نموذج العزل الحراري لتبريد أواخر الإيوسيني، وقد تكون مستويات ثاني أكسيد الكربون المتناقصة في الغلاف الجوي هي العامل الأهم. بمجرد أن بدأت منطقة القارة القطبية الجنوبية في البرودة، بدأ المحيط حول القارة القطبية الجنوبية في التجمد، مما أدى إلى إرسال المياه الباردة والجليد العائم شمالًا وتعزيز التبريد.
بدأت قارة لوراسيا الشمالية العظمى بالتفكك، مع تباعد أوروبا وجرينلاند وأمريكا الشمالية. في غرب أمريكا الشمالية، انتهت حركة بناء الجبال اللاراميدية في الإيوسين، وحل التمدد القشري محل الانضغاط، وهو ما أدى في النهاية إلى نشأة منطقة الحوض والسلسلة. "حوض كيشينهن" الذي كان يقع على ارتفاع حوالي 1.5 كيلومتر خلال مرحلة اللوتيشي، ارتفع إلى علو 2.5 كيلومتر بحلول مرحلة البريابوني. تشكلت بحيرات ضخمة في الأحواض المسطحة المرتفعة بين التصدعات، مما أدى إلى ترسب أحفوري في تشكل النهر الأخضر.
قبل حوالي 35 مليون سنة، أدى اصطدام كويكب بالساحل الشرقي لأمريكا الشمالية إلى تشكيل فوهة خليج تشيزبيك الصدمية. أُغلق محيط تيثس نهائيًا نتيجة اصطدام إفريقيا بأوراسيا، بينما أدى ارتفاع جبال الألب إلى عزل آخر ما تبقى منه وهو البحر الأبيض المتوسط، ونشأ بحر ضحل آخر مع أرخبيلات جزرية شمالًا. تُظهر المُنْخَرِبات العوالقية في الشمال الغربي لمنطقة بيري-تيثس تشابهًا كبيرًا مع نظيراتها في محيط تيثس خلال منتصف مرحلة اللوتيتشي، لكنها تصبح مختلفة تمامًا في مرحلة البارتوني، مما يشير إلى حدوث انفصال جغرافي-بيولوجي. على الرغم من أن المحيط الأطلسي الشمالي كان في طور الانفتاح، يبدو أن اتصالًا بريًا قد ظل قائمًا بين أمريكا الشمالية وأوروبا نظرًا للتشابه الكبير بين الحيوانات في المنطقتين.
انقسمت أوراسيا إلى ثلاث كتل يابسة مختلفة قبل 50 مليون سنة؛ أوروبا الغربية، وبالكاناتوليا، وآسيا. قبل حوالي 40 مليون سنة، اتصلت بلقاناضوليا بآسيا، بينما اتصلت أوروبا قبل 34 مليون سنة. احتوى حوض فوشون على بحيرات كبيرة شبه مؤكسدة تُعرف باسم بحيرات جيجونتون القديمة.
اصطدمت الهند بآسيا، مما أدى إلى انطواء القشرة الأرضية وبدء تكوّن سلسلة جبال الهيمالايا. اصطدمت شبه القارة الهندية الناشئة بقوس كوهستان-لداخ حوالي 50.2 مليون سنة مضت، ثم اصطدمت بكاراكورام نحو 40.4 مليون سنة مضت، بينما حدث الاصطدام النهائي بين آسيا والهند حوالي 40 مليون سنة مضت.

## المناخ

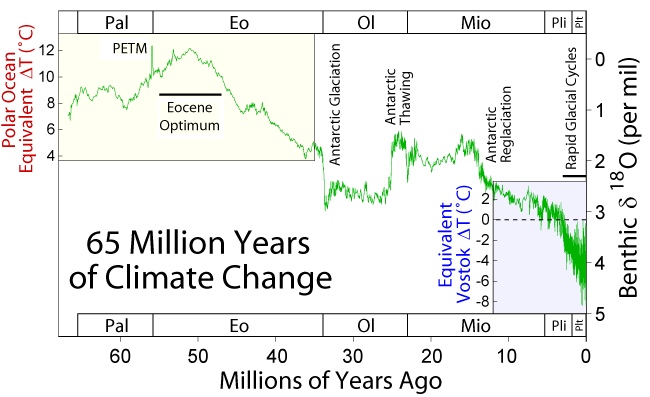
يوضح هذا الرسم البياني تغير المناخ خلال الـ 65 مليون سنة الماضية، ارتفاع درجات الحرارة في بداية الإيوسيني، يليه انخفاض تدريجي في درجات الحرارة خلال بقية هذه الفترة.

كان مناخ الأرض خلال فترة الإيوسيني، على الأرجح، الأكثر تجانسًا خلال حقبة الحياة الحديثة وأدفأ مناخ خلالها؛ ويمكن القول إنها أدفأ فترة زمنية حلت منذ انقراض البرمي-الثلاثي والثلاثي المبكر، وانتهت بمناخ جليديّ. فقد كان التدرج الحراري من خط الاستواء إلى القطبين يعادل نصف ما هو عليه اليوم، وكانت التيارات المحيطية العميقة دافئة بشكل استثنائي. كانت المناطق القطبية أكثر دفئًا بكثير مقارنة باليوم، بدرجات حرارة مماثلة لتلك الموجودة حاليًا في شمال غرب الولايات المتحدة. وكانت الغابات المعتدلة تمتد حتى المناطق القطبية نفسها، بينما كانت المناخات الاستوائية المطيرة تصل حتى خط عرض 45° شمالاً. وكان أكبر اختلاف مناخي يُلاحظ في المناطق ذات خطوط العرض المعتدلة، في حين أن المناخ في المناطق الاستوائية كان مشابهًا لمناخ عصرنا الحالي. ونظرًا لأن أستراليا والقارة القطبية الجنوبية كانتا متصلتين في كتلة قارية واحدة في بداية الإيوسيني، كانت التيارات البحرية الباردة والدافئة تختلط فيما بينها، مما ساعد في الحفاظ على درجة حرارة محيطية متجانسة.

### بداية الإيوسيني
منذ بداية هذه الفترة، ارتفعت درجات الحرارة بشكل ملحوظ، في واحدة من أسرع وأشد موجات الاحترار العالمي (من حيث الزمن الجيولوجي) التي تم تسجيلها في السجل الجيولوجي، والتي تُعرف باسم الحد الأقصى للحرارة البالوسينية - الإيوسينية (PETM) قبل 56 مليون سنة، وبلغ ذروته خلال الذروة المناخية للإيوسيني حوالي 49 مليون سنة مضت. وقد كان هذا الحدث عبارة عن فترة من الاحترار السريع والعنيف، بلغ فيها ارتفاع درجات الحرارة ما يصل إلى 7 درجات مئوية في المناطق ذات العرض العالي، واستمرت أقل من مئة ألف سنة. تسبّب هذا الحد الأقصى الحراري في انقراض جماعي، مما جعل الحياة الحيوانية في فترتي الإيوسيني والباليوسيني تختلف بشكل كبير عن بعضها البعض. وخلال هذه الفترة الزمنية، كان الجليد على الأرض قليلًا أو معدومًا، وكان الفارق في درجات الحرارة بين خط الاستواء والقطبين ضئيلة. وبسبب ذلك، بلغ الحد الأقصى لمستوى سطح البحر ارتفاعًا قدره 150 مترًا فوق المستويات الحالية.
من المحتمل أن يكون هذا الاحترار الشديد قد نجم عن تحرر كميات هائلة من كلاثيرات الميثان المدفونة في قاع المحيطات، شهدت نهاية الحد الأقصى للحرارة البالوسينية - الإيوسينية (PETM) عملية ضخمة لعزل ثاني أكسيد الكربون على شكل هيدرات الميثان والفحم والنفط الخام في قاع المحيط المتجمد الشمالي، مما أدى إلى خفض تركيز ثاني أكسيد الكربون في الغلاف الجوي. ويُعتقد أن الرواسب التي كانت تحتوي على هذه الكلاثيرات من الميثان قد تعرضت للاضطراب مع ازدياد دفء المحيطات، مما أدى إلى إطلاق غاز الميثان، والذي ساهم بشكل كبير في ارتفاع درجات الحرارة العالمية. وتشير التقديرات إلى أن نحو ملياري طن من الميثان، وهو من الغازات الدفيئة التي لها تأثير كبير على المناخ ويعتبر أقوى بعشر مرات من ثاني أكسيد الكربون في تأثيره على الاحتباس الحراري على مقياس زمني يمتد لمئة عام (أي أن للميثان إمكانية إحداث احتباس حراري تُقدّر بـ29.8±11). ومعظم الميثان المنبعث إلى الغلاف الجوي خلال هذه الفترة يأتي من الأراضي الرطبة والمستنقعات والغابات. يبلغ تركيز الميثان في الغلاف الجوي اليوم 0.000179% أو 1.79 جزء في المليون حجماً.
نتيجةً لدفء المناخ وارتفاع مستوى سطح البحر المرتبطين ببداية الإيوسيني، أصبحت هناك أراضٍ رطبة أكثر، وغابات أكثر، ورواسب فحم أكثر، مما أتاح إطلاق المزيد من الميثان. وإذا قارنا إنتاج الميثان في أوائل الإيوسيني بالمستويات الحالية للميثان في الغلاف الجوي، لوجدنا أن الإيوسيني المبكر قد شهد إنتاجًا من الميثان يعادل ثلاثة أضعاف ما هو موجود حالياً. ودرجات الحرارة المرتفعة ببداية الإيوسيني قد تكون زادت من معدلات إنتاج الميثان، والميثان المنبعث إلى الغلاف الجوي كان بدوره يعمل على تدفئة التروبوسفير (الطبقة السفلى من الغلاف الجوي)، وتبريد الستراتوسفير (الطبقة العليا)، وإنتاج بخار الماء وثاني أكسيد الكربون عبر عملية الأكسدة. وخلال الإنتاج الحيوي للميثان ينتج بخار ماء وثاني أكسيد الكربون، وعندما يتحلل الميثان في غلاف جوي يحتوي على الأكسجين، ينتج عن ذلك أول أكسيد الكربون وبخار الماء وأشعة تحت الحمراء. لكن أول أكسيد الكربون غير مستقر، لذلك يتحول في النهاية إلى ثاني أكسيد الكربون، وعند تحوله يتم إطلاق المزيد من الأشعة تحت الحمراء. ويُعد بخار الماء أكثر فاعلية في حبس الأشعة تحت الحمراء مقارنةً بثاني أكسيد الكربون. وعند بداية الإيوسيني تقريبًا (55.8 إلى 33.9 مليون سنة مضت)، تضاعف تقريبًا تركيز الأكسجين في غلاف الأرض الجوي.
هناك الكثير من النقاش حول كمية ثاني أكسيد الكربون التي كانت موجودة في الغلاف الجوي بداية فترة الإيوسيني. ويعود ذلك إلى تعدد المؤشرات التي تمثل محتوى ثاني أكسيد الكربون في الغلاف الجوي. فعلى سبيل المثال، تشير المؤشرات الجيوكيميائية والأحفورية المتنوعة إلى أن تركيز ثاني أكسيد الكربون في الغلاف الجوي خلال ذروة الدفء العالمي كان يتراوح بين 700 و900 جزء في المليون، بينما تقترح نماذج المحاكاة أن تركيزًا يبلغ 1,680 جزءًا في المليون هو الأنسب لتمثيل درجات حرارة أعماق البحار وسطح البحر والهواء القريب من السطح في تلك الفترة. وتشير مؤشرات أخرى، مثل كربونات التربة النظمية ونظائر البورون البحرية، إلى تغيرات كبيرة في تركيز ثاني أكسيد الكربون تجاوزت 2,000 جزء في المليون خلال فترات زمنية تقل عن مليون سنة. وقد يُعزى هذا التدفق الكبير لثاني أكسيد الكربون إلى انبعاثات بركانية ناتجة عن تصدع شمال الأطلسي أو إلى أكسدة الميثان المخزن في خزانات كبيرة رُسبت خلال حدث "الحد الأقصى للحرارة البالوسينية - الإيوسينية" في قاع البحر أو في البيئات الرطبة. وعلى سبيل المقارنة، فإن مستويات ثاني أكسيد الكربون اليوم تبلغ حوالي 400 جزء في المليون أو 0.04%.
خلال فترة الاحترار في بدايةالإيوسيني، بين 55 و52 مليون سنة، حدثت سلسلة من التغيرات قصيرة المدى في تركيب نظائر الكربون في المحيط. حدثت هذه التغيرات في النظائر نتيجةً لانبعاث الكربون من المحيط إلى الغلاف الجوي، مما أدى إلى ارتفاع درجة حرارة سطح المحيط بمقدار 4-8 درجات مئوية. أدت التحليلات الحديثة والبحوث المتعلقة بهذه الفترات الحرارية الشديدة في أوائل الإيوسيني إلى فرضيات تشير إلى أن هذه الظواهر الحرارية ترتبط بالمعايير المدارية، وبشكل خاص بدرجة انحراف المدار (eccentricity) وزاوية الميل المحوري (obliquity). وقد تم تحليل الفترات الحرارية الشديدة في أوائل الإيوسيني، مثل الحد الأقصى للحرارة البالوسينية - الإيوسينية (PETM)، والحرارة القصوى للأيوسيني-الثانية (ETM2)، والثالثة (ETM3)، وتبين أن للعوامل المدارية دورًا محتملاً في تحفيز حدوث الحرارة القصوى للأيوسيني-الثانية والثالثة. كما ثبت أن تعزيز "المضخة البيولوجية" كان فعالاً في عزل الكربون الزائد خلال مراحل التعافي من هذه الفترات الحرارية. وقد أدت هذه الفترات الحرارية إلى اضطرابات متزايدة في المُنْخَرِبات العوالقية والقاعية، بالإضافة إلى زيادة في معدل الترسيب النهري نتيجة لارتفاع درجات الحرارة. وعلى عكس "الحد الأقصى للحرارة البالوسينية - الإيوسينية"، فإن الفترات الحرارية الشديدة الأقل حدة في أوائل الإيوسيني لم يكن لها تأثير يُذكر على الثدييات الأرضية. وقد نتج عن هذه الفترات الحرارية في أوائل الإيوسيني فترة طويلة من المناخ الحار جدًا عُرفت باسم "الذروة المناخية للإيوسيني المبكر" (EECO). وخلال المراحل المبكرة والمتوسطة من هذه الذروة، تشير الكثرة الفائقة حويصلة دينوفلاجيلات الهوموتريبليوم القادرة على التكيف مع الملوحة في نيوزيلندا إلى ارتفاع ملوحة المحيط في تلك المنطقة.
لم يكن ارتفاع درجات الحرارة في جميع أنحاء الكوكب هو الأثر الوحيد، إذ إن المناخ العالمي أصبح أيضًا أكثر رطوبة، وتم نقل جزء كبير من هذه الرطوبة نحو المناطق القطبية. وقد أدت الكميات الكبيرة من الأمطار فوق المحيط المتجمد الشمالي، إلى جانب ترتيب القارات في ذلك الوقت الذي كان يعزل المحيط القطبي عن بقية المحيطات، إلى انخفاض كبير في ملوحة مياهه. هذا تراكم المياه العذبة في المنطقة القطبية الشمالية مهد الطريق لحدوث تغير مناخي كبير ومُعاكس تمامًا، وهو ما شكّل نهاية فترة الإيوسيني.

### مشكلة المناخ المتزن
أحد السمات الفريدة لمناخ الإيوسيني، كما ذُكر سابقًا، هو المناخ المتجانس والمتزن الذي ساد خلال المراحل المبكرة من الإيوسيني. تدعم مجموعة كبيرة من المؤشرات غير المباشرة وجود مناخ دافئ ومعتدل خلال هذه الفترة الزمنية. من بين هذه المؤشرات: وجود حفريات لحيوانات تعيش عادة في المناخات الدافئة، مثل التماسيح، في المناطق ذات خطوط العرض العليا؛ ووجود نباتات لا تتحمل الصقيع مثل أشجار النخيل في تلك المناطق نفسها، وهي نباتات لا يمكنها البقاء في ظل تجمد مستمر؛ بالإضافة إلى حفريات لثعابين وُجدت في المناطق الاستوائية كانت تتطلب درجات حرارة أعلى بكثير من المعدلات الحالية للبقاء على قيد الحياة. تشير قياسات مؤشر (TEX86) وتقنية (BAYSPAR) إلى درجات حرارة سطح بحرية مرتفعة جدًا تراوحت بين 40 و 45 درجة مئوية في المناطق المنخفضة العرض، بينما تشير تحليلات نظائر الكربون المتجمعة إلى أن الحد الأقصى لدرجات حرارة سطح البحر في المناطق المنخفضة العرض خلال فترة "الذروة المناخية للإيوسيني المبكر" (EECO) بلغ حوالي 36.3 ± 1.9 درجة مئوية. وبالمقارنة مع القيم الحالية، فإن درجات حرارة مياه الأعماق كانت أعلى بحوالي 10 درجات مئوية، وذلك وفقًا لمؤشرات النظائر. ومع هذه القيم المرتفعة لدرجات حرارة مياه الأعماق، فإن درجات الحرارة في المناطق التي تتشكل فيها المياه العميقة قرب القطبين لم تكن أبرد بكثير من درجات حرارة الأعماق نفسها.[بحاجة لمصدر]
ومع ذلك، تبرز مشكلة عند محاولة نمذجة مناخ الإيوسيني وإعادة اصدار النتائج التي توصلت إليها البيانات المستمدة من بيانات المؤشرات. فعلى الرغم من استخدام نطاقات مختلفة من تركيزات غازات الدفيئة التي وُجدت خلال أوائل الإيوسيني، لم تتمكن النماذج المناخية من محاكاة مقدار الاحترار الذي تم رصده عند القطبين، ولا من تمثيل الانخفاض في التباين الموسمي، حيث أن فصول الشتاء عند القطبين كانت أكثر دفئًا بشكل ملحوظ. بالرغم من دقة التنبؤ بالمناطق الاستوائية، إلا أنها تميل إلى إنتاج درجات حرارة أقل بكثير في المناطق القطبية، تصل إلى حوالي 20 درجة مئوية أبرد من درجات الحرارة الفعلية المحددة عبر المؤشرات. وقد تم تصنيف هذا الخطأ على أنه "مشكلة المناخ المتزن" (Equable Climate Problem). ولحل هذه المشكلة، يجب إيجاد آلية تعمل على تدفئة القطبين دون أن تؤدي إلى مزيد من الاحترار في المناطق الاستوائية. وفيما يلي بعض الفرضيات والاختبارات التي حاولت تحديد تلك الآلية.[بحاجة لمصدر]
- البحيرات الكبيرة: نظرًا لطبيعة الماء على عكس اليابسة، سيكون تقلب درجات الحرارة أقل إذا كانت هناك كتلة مائية كبيرة موجودة أيضًا. في محاولة للتخفيف من درجات الحرارة القطبية الباردة، اقتُرحت بحيرات كبيرة للتخفيف من التغيرات المناخية الموسمية.[76] لتكرار هذه الحالة، أُدخلت بحيرة في أمريكا الشمالية وتم تشغيل نموذج مناخي باستخدام مستويات متفاوتة من ثاني أكسيد الكربون. خلصت نتائج تشغيل النموذج إلى أنه بينما قللت البحيرة من موسمية المنطقة بشكل أكبر من مجرد زيادة في ثاني أكسيد الكربون، فإن إضافة بحيرة كبيرة لم تكن قادرة على تقليل الموسمية إلى المستويات التي أظهرتها بيانات النباتات والحيوانات.[بحاجة لمصدر]
- نقل حرارة المحيطات: تم اعتبار نقل الحرارة من المناطق الاستوائية إلى المناطق القطبية، على غرار ما تقوم به المحيطات في العصر الحديث، كأحد الاحتمالات التي قد تفسر ارتفاع درجات الحرارة وانخفاض التغيرات الموسمية في المناطق القطبية.[77] ومع ارتفاع درجات حرارة سطح البحر وزيادة حرارة مياه المحيط العميقة خلال أوائل الإيوسيني، كان أحد الفرضيات الشائعة أن هذه الزيادات قد تؤدي إلى نقل أكبر للحرارة من المناطق الاستوائية إلى القطبية.[بحاجة لمصدر]
- المؤشرات المدارية: بينما تُعتبر المؤشرات المدارية عادةً كعامل تحكم في نمو الجليد وتغيّرات الفصول، فقد نُظّر لها كعامل تحكم محتمل في درجات الحرارة القارية وتغيّرات الفصول. لمحاكاة الإيوسيني، وباستخدام كوكب خالٍ من الجليد، جرى تعديل الانحراف المداري والميل المحوري والمبادرة في تشغيل نماذج مختلفة لتحديد جميع السيناريوهات المحتملة وتأثيراتها على درجة الحرارة. أدت إحدى الحالات الخاصة إلى شتاء أكثر دفئًا وصيف أكثر برودة بنسبة تصل إلى 30% في قارة أمريكا الشمالية، وقللت التباين الموسمي في درجة الحرارة بنسبة تصل إلى 75%. بينما لم تُحدث المؤشرات المدارية ارتفاعًا في درجات الحرارة عند القطبين، فقد أظهرت تأثيرًا كبيرًا على تغيّرات الفصول وكان لا بد من أخذها في الاعتبار.[78]
- السحب الستراتوسفيرية القطبية: من الطرق الأخرى المُستخدمة لإنتاج درجات الحرارة القطبية الدافئة "السحب الستراتوسفيرية القطبية".[79] وهي سحب تتكون في طبقة الستراتوسفير السفلى عند درجات حرارة منخفضة جدًا. ولها تأثير كبير على القوة الإشعاعية. نظرًا لخصائصها البياضية الضئيلة وسمكها البصري، تعمل السحب الستراتوسفيرية القطبية بشكل مشابه لغازات الدفيئة وتحبس الإشعاع طويل الموجة الصادر. توجد أنواع مختلفة من السحب الستراتوسفيرية القطبية في الغلاف الجوي: السحب الستراتوسفيرية القطبية التي تتكون نتيجة تفاعلات مع حمض النتريك أو الكبريتيك والماء (النوع الأول)، أو السحب الستراتوسفيرية القطبية التي تتكون من جليد الماء فقط (النوع الثاني).[بحاجة لمصدر]

يُعدّ الميثان عاملاً هاماً في تكوّن السحب الستراتوسفيرية القطبية الأولية من النوع الثاني، والتي تكوّنت في أوائل الإيوسيني. بما أن بخار الماء هو المادة الداعمة الوحيدة المستخدمة في السحب الستراتوسفيرية القطبية من النوع الثاني، فإن وجود بخار الماء في طبقة الستراتوسفير السفلى ضروري، حيث يكون وجوده نادراً في معظم الحالات. عندما يتأكسد الميثان، تنطلق كمية كبيرة من بخار الماء. هناك متطلب آخر لتكون السحب الستراتوسفيرية القطبية وهو درجات الحرارة الباردة لضمان التكثف وتكوين السحب. ونظراً لحاجتها إلى درجات حرارة باردة فإنه يقتصر تكوين السحب الستراتوسفيرية القطبية عادةً على ظروف الليل والشتاء. مع هذا المزيج من الظروف الرطبة والباردة في طبقة الستراتوسفير السفلى، من الممكن أن تتشكل السحب الستراتوسفيرية القطبية على مناطق واسعة في المناطق القطبية.[بحاجة لمصدر]
لاختبار تأثيرات السحب الستراتوسفيرية القطبية على مناخ الإيوسيني، تم تشغيل نماذج تقارن تأثيرات السحب الستراتوسفيرية القطبية في القطبين بزيادة في ثاني أكسيد الكربون في الغلاف الجوي. كان للسحب الستراتوسفيرية القطبية تأثير تدفئة على القطبين، مما أدى إلى زيادة درجات الحرارة بما يصل إلى 20 درجة مئوية في أشهر الشتاء. كما حدثت ردود فعل على النماذج نتيجةً لوجود السحب الستراتوسفيرية القطبية. تباطأ نمو الجليد بشكل كبير، مما أدى إلى ذوبان أي جليد موجود. تأثر القطبين فقط بتغير درجة الحرارة ولم تتأثر المناطق المدارية، والتي مع زيادة في ثاني أكسيد الكربون في الغلاف الجوي ستؤدي أيضًا إلى زيادة درجة حرارة المناطق المدارية. وبسبب ارتفاع درجة حرارة طبقة التروبوسفير نتيجةً لزيادة تأثير الاحتباس الحراري للسحب الستراتوسفيرية القطبية، فإن طبقة الستراتوسفير ستبرد، مما قد يزيد من كمية السحب الستراتوسفيرية القطبية.
في حين أنه يمكن للسحب الستراتوسفيرية القطبية أن تُفسر انخفاض التدرج الحراري بين خط الاستواء والقطب، وارتفاع درجات الحرارة عند القطبين خلال أوائل الإيوسيني، إلا أن هناك بعض العيوب في الحفاظ على السحب الستراتوسفيرية القطبية لفترة طويلة. استُخدمت نماذج تشغيل منفصلة لتحديد مدى استدامة السحب الستراتوسفيرية القطبية. وقد وُجد أنه للحفاظ على بخار الماء في الطبقة السفلى من الستراتوسفير، يجب إطلاق غاز الميثان باستمرار واستدامته. بالإضافة إلى ذلك، يجب أن تكون كميات الجليد ونوى التكاثف عالية حتى تتمكن السحب الستراتوسفيرية القطبية من الحفاظ على نفسها وتمددها في النهاية.[بحاجة لمصدر]

### منتصف الإيوسيني
كان الإيوسيني، الذي اشتهر بأنه يشمل على أكثر فترة دفئًا خلال حقبة الحياة الحديثة، فقد كان علامةً فارقةً في التدهور نحو مناخ "بيت الثلج" والتوسع السريع للغطاء الجليدي في القارة القطبية الجنوبية. بدأ الانتقال من المناخ الدافئ إلى المناخ البارد حوالي 49 مليون سنة مضت. وتشير نظائر الكربون والأكسجين إلى تحول نحو مناخ عالمي بارد. وقد عُزيت أسباب هذا التبريد إلى انخفاض كبير يزيد عن 2000 جزء في المليون (ppm) في تركيزات ثاني أكسيد الكربون في الغلاف الجوي. أحد الأسباب المقترحة لانخفاض ثاني أكسيد الكربون خلال الانتقال من الدفء إلى التبريد هو "حدث أزولا". فمع المناخ المعتدل الذي ساد في أوائل الإيوسيني، سمحت درجات الحرارة الدافئة في القطب الشمالي بنمو نبات الأزولا، وهو نوع من السرخسيات المائية الطافية، في المحيط المتجمد الشمالي. كما ساهمت الكميات العالية جدًا من ثاني أكسيد الكربون في تسهيل تكاثر الأزولا عبر المحيط المتجمد الشمالي. ومقارنة بمستويات ثاني أكسيد الكربون الحالية، نمت هذه الأزولا بسرعة في المستويات المرتفعة من ثاني أكسيد الكربون الموجودة في أوائل الإيوسيني. أدى انعزال المحيط المتجمد الشمالي، الذي دلت عليه ظاهرة "أوكسينيا" (euxinia) التي حدثت في ذلك الوقت، إلى ركود المياه. وعندما غرقت الأزولا إلى قاع البحر، أصبحت جزءًا من الرواسب، وبالتالي عزلت الكربون بفعالية، وحبسته بعيدًا عن الغلاف الجوي بشكل دائم. إن قدرة الأزولا على عزل الكربون استثنائية، وقد يكون الدفن المتزايد للأزولا قد أحدث تأثيرًا كبيرًا على محتوى الكربون في الغلاف الجوي العالمي، وربما كان الحدث الذي بدأ للانتقال إلى مناخ "بيت الثلج". يمكن أن يكون حدث أزولا قد أدى إلى سحب ثاني أكسيد الكربون من الغلاف الجوي بما يصل إلى 470 جزء في المليون. وبافتراض أن تركيزات ثاني أكسيد الكربون كانت 900 جزء في المليون قبل حدث أزولا، فإنها كانت ستنخفض إلى 430 جزء في المليون، أو 30 جزء في المليون أكثر مما هي عليه اليوم، بعد حدث أزولا. وقد اقتُرح أيضًا أن هذا الاتجاه نحو التبريد في نهاية "الذروة المناخية للإيوسيني المبكر" (EECO) كان بسبب زيادة إنتاجية العوالق السيليسية ودفن الكربون البحري، مما ساعد أيضًا على سحب ثاني أكسيد الكربون من الغلاف الجوي. واستمر التبريد بعد هذا الحدث، وهو جزء من اتجاه يُعرف باسم "تبريد الإيوسيني الأوسط والمتأخر" (MLEC)، بسبب الانخفاض المستمر في ثاني أكسيد الكربون في الغلاف الجوي من الإنتاجية العضوية والتجوية الناتجة عن بناء الجبال. أصبحت العديد من مناطق العالم أكثر جفافًا وبرودة على مدار هذه المرحلة، مثل حوض فوشون. وفي شرق آسيا، كانت التغيرات في مستوى البحيرة متزامنة مع التغيرات في مستوى سطح البحر العالمي على مدار "تبريد الإيوسيني الأوسط والمتأخر".
استمر التبريد العالمي حتى حدث تحول كبير من التبريد إلى الدفء في مرحلة البارتوني. يُعرف حدث الاحترار هذا، الذي يشير إلى انعكاس مفاجئ ومؤقت لظروف التبريد، باسم "الذروة المناخية للإيوسيني الأوسط" (MECO). حوالي 41.5 مليون سنة مضت، أشارت تحاليل النظائر المستقرة لعينات من مواقع الحفر في المحيط الجنوبي إلى حدث احترار استمر لمدة 600 ألف سنة. ويُعرف تحول مماثل في نظائر الكربون من نصف الكرة الشمالي في صخور سكاليا الحجرية في إيطاليا. وأظهر تحليل نظائر الأكسجين تغيرًا سلبيًا كبيرًا في نسبة نظائر الأكسجين الأثقل إلى نظائر الأكسجين الأخف، مما يشير إلى زيادة في درجات الحرارة العالمية. عتبر الاحترار ناجمًا بشكل أساسي عن زيادات في ثاني أكسيد الكربون، لأن توقيعات نظائر الكربون تستبعد إطلاق الميثان الرئيسي خلال هذا الاحترار قصير الأجل. لوحظت زيادة حادة في ثاني أكسيد الكربون في الغلاف الجوي بحد أقصى بلغ 4,000 جزء في المليون: وهي أعلى كمية من ثاني أكسيد الكربون في الغلاف الجوي تم اكتشافها خلال الإيوسيني. تشير دراسات أخرى إلى ارتفاع أكثر اعتدالًا في مستويات ثاني أكسيد الكربون. افترض أيضًا أن الزيادة في ثاني أكسيد الكربون في الغلاف الجوي كانت مدفوعة بزيادة معدلات تمدد قاع البحر وتفاعلات إزالة الكربون المتحولة بين أستراليا والقارة القطبية الجنوبية وزيادة كميات النشاط البركاني في المنطقة. أحد الأسباب المحتملة لزيادة ثاني أكسيد الكربون في الغلاف الجوي يمكن أن يكون زيادة مفاجئة بسبب الإطلاق المتحولي الناتج عن الانجراف القاري واصطدام الهند بآسيا وتشكيل جبال الهيمالايا؛ ومع ذلك، فإن البيانات المتعلقة بالتوقيت الدقيق للإطلاق المتحول لثاني أكسيد الكربون في الغلاف الجوي ليست واضحة تمامًا في البيانات. ومع ذلك، فقد ذكرت دراسات حديثة أن إزالة المحيط بين آسيا والهند كان يمكن أن تطلق كميات كبيرة من ثاني أكسيد الكربون. تُشير فرضية أخرى إلى تضاؤل ردود الفعل السلبية لتجوية السيليكات نتيجة لانخفاض قابلية الصخور القارية للتجوية خلال أوائل ومنتصف الإيوسيني الدافئ، مما سمح لثاني أكسيد الكربون المنبعث بركانيًا بالبقاء في الغلاف الجوي لفترة أطول. تُشير فرضية أخرى إلى أن احترار "الذروة المناخية للإيوسيني الأوسط" كان ناجمًا عن التزامن بين الحد الأدنى في دورات الانحراف المداري لكل من 400 ألف سنة و 2.4 مليون سنة. خلال "الذروة المناخية للإيوسيني الأوسط"، قفزت درجات حرارة سطح البحر في محيط تيثيس إلى 32-36 درجة مئوية، وأصبحت مياه تيثيس أكثر نقصًا في الأكسجين. حدث انخفاض في تراكم الكربونات في أعماق المحيط التي تزيد عن ثلاثة كيلومترات بالتزامن مع قمة "الذروة المناخية للإيوسيني الأوسط"، مما يشير إلى حدوث تحمض في أعماق المحيط. علاوة على ذلك، تسبب احترار "الذروة المناخية للإيوسيني الأوسط" في زيادة معدلات التنفس لغيريا التغذية السطحية، مما أدى إلى انخفاض نسبة الإنتاجية الأولية التي تصل إلى قاع البحر وتسبب في انخفاض مماثل في أعداد المُنْخَرِبات القاعية. حدث انخفاض مفاجئ في ملوحة مياه البحيرات في غرب أمريكا الشمالية خلال فترة الاحترار هذه. وهذا الاحترار قصير الأمد، حيث تشير سجلات نظائر الأكسجين القاعية إلى عودة إلى التبريد عند حوالي 40 مليون سنة.

### نهاية الإيوسيني
في نهاية "الذروة المناخية للإيوسيني الأوسط"، استؤنفت دورة "تبريد الإيوسيني الأوسط والمتأخر". استمر التبريد وانخفاض ثاني أكسيد الكربون خلال أواخر الإيوسيني وحتى فترة الانتقال من الإيوسيني إلى الأوليجوسيني قبل حوالي 34 مليون سنة. جلب تبريد ما بعد "الذروة المناخية للإيوسيني الأوسط" معه اتجاهًا رئيسيًا للتصحر في آسيا، وقد تعزز هذا الاتجاه بسبب انحسار البحار. وظل المناخ الموسمي هو السائد في شرق آسيا. لم يكن التبريد خلال المراحل الأولية لفتح ممر دريك قبل 38.5 مليون سنة عالميًا، ويتضح ذلك من عدم وجود تبريد في شمال الأطلسي. خلال فترة التبريد، تُظهر نظائر الأكسجين القاعية احتمالية تكوين الجليد وزيادة الجليد خلال هذا التبريد اللاحق. تميزت نهاية الإيوسيني وبداية الأوليجوسيني بالتوسع الهائل لمساحة الغطاء الجليدي للقارة القطبية الجنوبية، والذي كان خطوة رئيسية نحو مناخ العصر الجليدي. تشير العديد من المؤشرات، مثل نظائر الأكسجين ومركبات الألكينونات، إلى أنه عند الانتقال بين الإيوسيني والأوليغوسيني، انخفض تركيز ثاني أكسيد الكربون الجوي إلى حوالي 750-800 جزء في المليون، أي ما يقارب ضعف مستوياته الحالية. إلى جانب انخفاض ثاني أكسيد الكربون في الغلاف الجوي الذي يُخفّض درجة الحرارة العالمية، يُمكن ملاحظة العوامل المدارية في تكوين الجليد من خلال تقلبات على مدار 100,000 و400,000 عام في سجلات نظائر الأكسجين القاعية. ومن المساهمات الرئيسية الأخرى في توسع الغطاء الجليدي هي تشكل تيار القطب الجنوبي المحيطي. الذي من شأنه أن يعزل المياه الباردة المحيطة بالقطب الجنوبي، مما سيقلل من انتقال الحرارة إلى القارة القطبية الجنوبية، بالإضافة إلى نشوء دوامات محيطية تؤدي إلى تيار صاعد لمياه القاع الأكثر برودة. تكمن المشكلة في هذه الفرضية، المتعلقة بكونها عاملًا في انتقال الإيوسيني-الأوليغوسيني في عدم اليقين في توقيت تشكيل هذا الدوران. بالنسبة لممر دريك، تشير الرواسب إلى أن الفتح حدث منذ حوالي 41 مليون سنة، بينما تشير العمليات التكتونية إلى أنه حدث منذ حوالي 32 مليون سنة.[بحاجة لمصدر] لم يتغير النشاط الشمسي بشكل كبير خلال الانتقال من مناخ الاحتباس الحراري إلى مناخ العصر الجليدي عبر حدود الإيوسيني والأوليغوسيني.

## النباتات

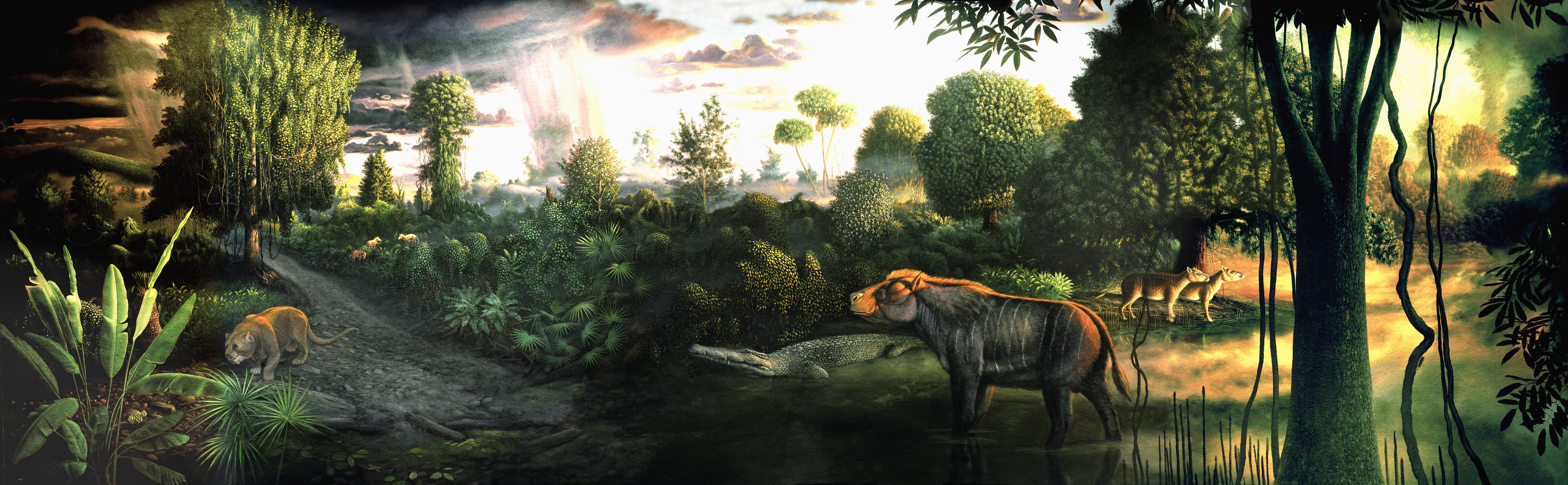
كانت نباتات الإيوسيني في طبقات كلارنو الجوزية (Clarno Nut Beds) في "حديقة جون داي للأحافير الوطنية" عبارة عن غابات رطبة شبه استوائية ذات تنوع عالٍ، تهيمن عليها كاسيات البذور.

خلال أوائل ومنتصف الإيوسيني، غطت الغابات معظم سطح الأرض بما في ذلك القطبين. امتدت الغابات الاستوائية عبر معظم إفريقيا الحديثة، وأمريكا الجنوبية، وأمريكا الوسطى، والهند، وجنوب شرق آسيا، والصين. نمت الغابات شبه الاستوائية فوق أمريكا الشمالية، وأوروبا، وروسيا، مع وجود غابات عريضة الأوراق دائمة الخضرة وغابات عريضة الأوراق نفضية في خطوط العرض العليا.
كانت الغابات القطبية واسعةً الانتشار جدًا. عُثر على أحافير، بل وحتى بقايا أشجار محفوظة، مثل سرو المستنقعات وسيكويا الفجر من الإيوسيني في جزيرة إليسمير بالمنطقة القطبية الشمالية. وحتى في ذلك الوقت، كانت جزيرة إليسمير تقع على بعد بضع درجات عرض فقط جنوبًا مما هي عليه اليوم. كما عُثر على أحافير أشجار ونباتات شبه استوائية، بل واستوائية أيضًا، من الإيوسيني في جرينلاند وألاسكا. امتدت الغابات المطيرة الاستوائية شمالًا حتى شمال أمريكا الشمالية وأوروبا.[بحاجة لمصدر]

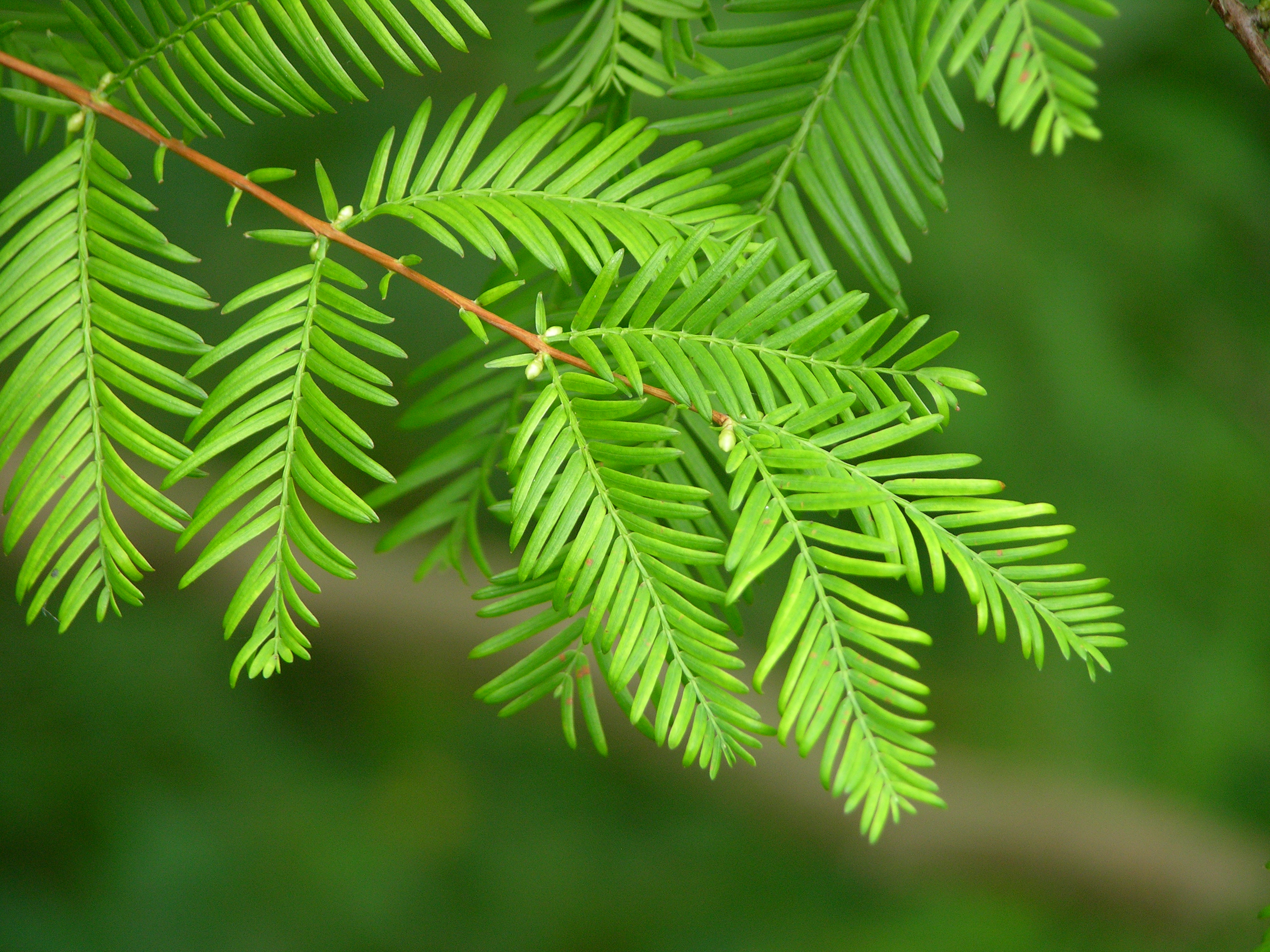
أوراق شجرة سيكويا الفجر (Metasequoia glyptostroboides)، وهي النوع الحي الوحيد من جنس ميتاسكويا، وهو الجنس الذي تم العثور على بقاياه محفوظة جيدًا ويعود تاريخها إلى الإيوسيني.

كانت أشجار النخيل تنمو شمالًا حتى ألاسكا وشمال أوروبا خلال أوائل الإيوسيني، على الرغم من تناقص وفرتها مع برودة المناخ. وكانت سيكويا الفجر أكثر انتشارًا.
يرجع تاريخ أقدم أحافير الأوكالبتوس المحددة إلى 51.9 مليون سنة مضت، وقد عُثر عليها في رواسب بحيرة "لاغونا ديل هونكو" في مقاطعة تشوبوت بالأرجنتين.
بدأ التبريد في منتصف الفترة، وبحلول نهايتها، بدأت المناطق الداخلية للقارات تجف، وتراجعت كثافة الغابات بشكل كبير في بعض المناطق. بدأت الأعشاب المتطورة حديثًا بالتمدد خلال فترة التبريد والجفاف المناخي التي أعقبت الدفء الشديد في "الذروة المناخية للإيوسيني المبكر"، حيث عُرفت السافانا شبه الرطبة في أمريكا الجنوبية منذ منتصف الإيوسيني.
أدى التبريد أيضًا إلى تغيرات موسمية. وبدأت الأشجار النفضية، التي كانت أكثر قدرة على التكيف مع التغيرات الكبيرة في درجات الحرارة، في التفوق على الأنواع الاستوائية دائم الخضرة. بحلول نهاية تلك الفترة، غطت الغابات النفضية أجزاءً واسعة من القارات الشمالية، بما في ذلك أمريكا الشمالية وأوراسيا والقطب الشمالي، بينما اقتصرت الغابات المطيرة على أمريكا الجنوبية الاستوائية وأفريقيا والهند وأستراليا.[بحاجة لمصدر]
أصبحت القارة القطبية الجنوبية محاطةً بغابات مطيرة دافئة تتراوح بين المعتدلة وشبه الاستوائية. ويشير وجود حبوب لقاح في خليج بريدز إلى وجود غابات تايغا هناك. مع تقدم الفترة ازدادت البرودة، فانقرضت النباتات الاستوائية المحبة للحرارة، ومع بداية الأوليغوسيني، استضافت القارة غابات نفضية ومساحات شاسعة من التندرا.[بحاجة لمصدر]

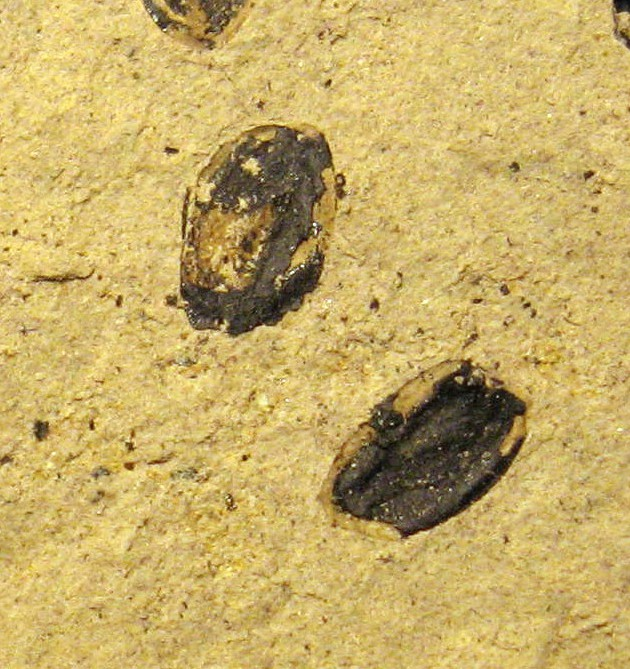
بذور النُّوفَر من فصيلة النيلوفرية، العائدة إلى مرحلة الأبريسيني.
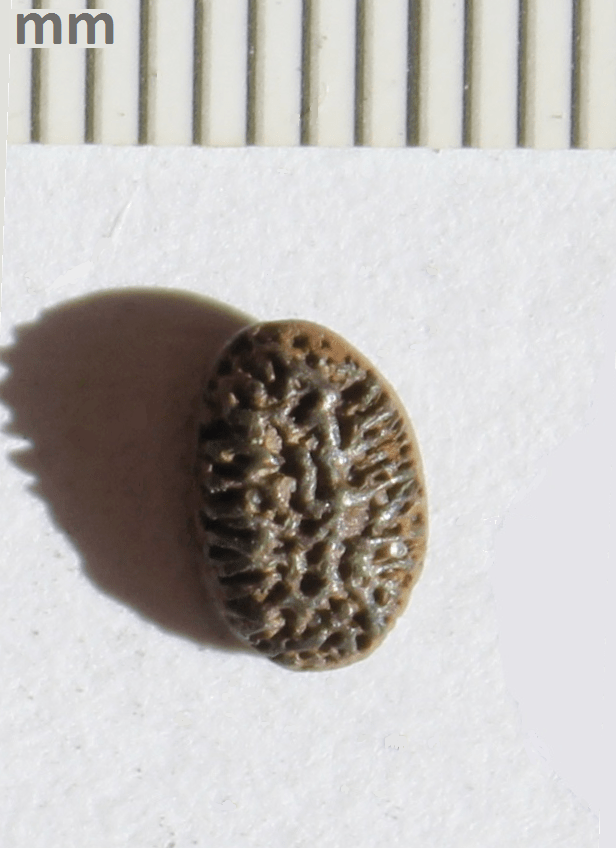
بذرة شجرة أيدوس من فصيلة الإيكاسينية، من تشكلات طين لندن.
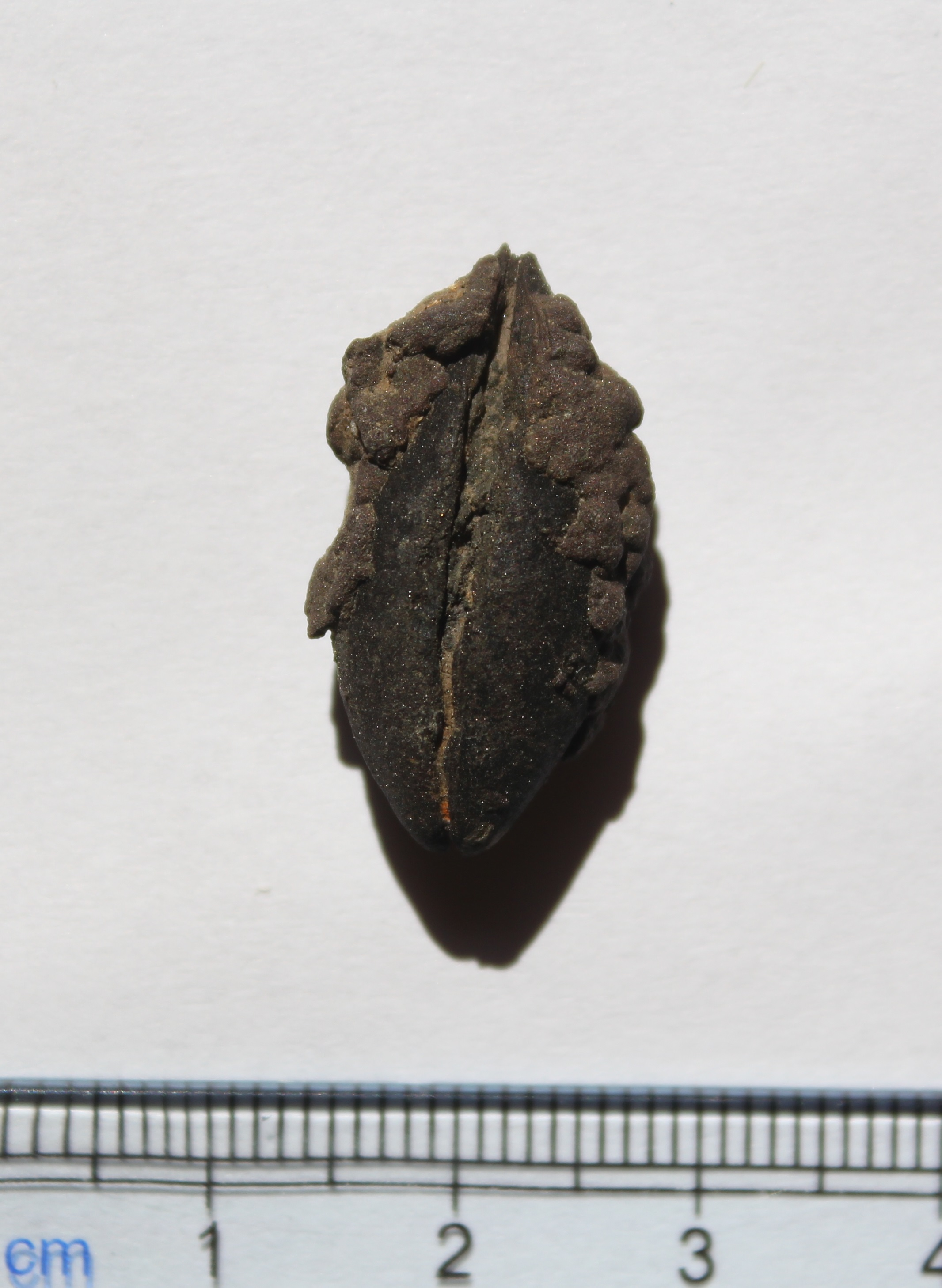
بذرة شجرة ماستيكسيا من فصيلة النِيساسيا من تشكلات طين لندن.
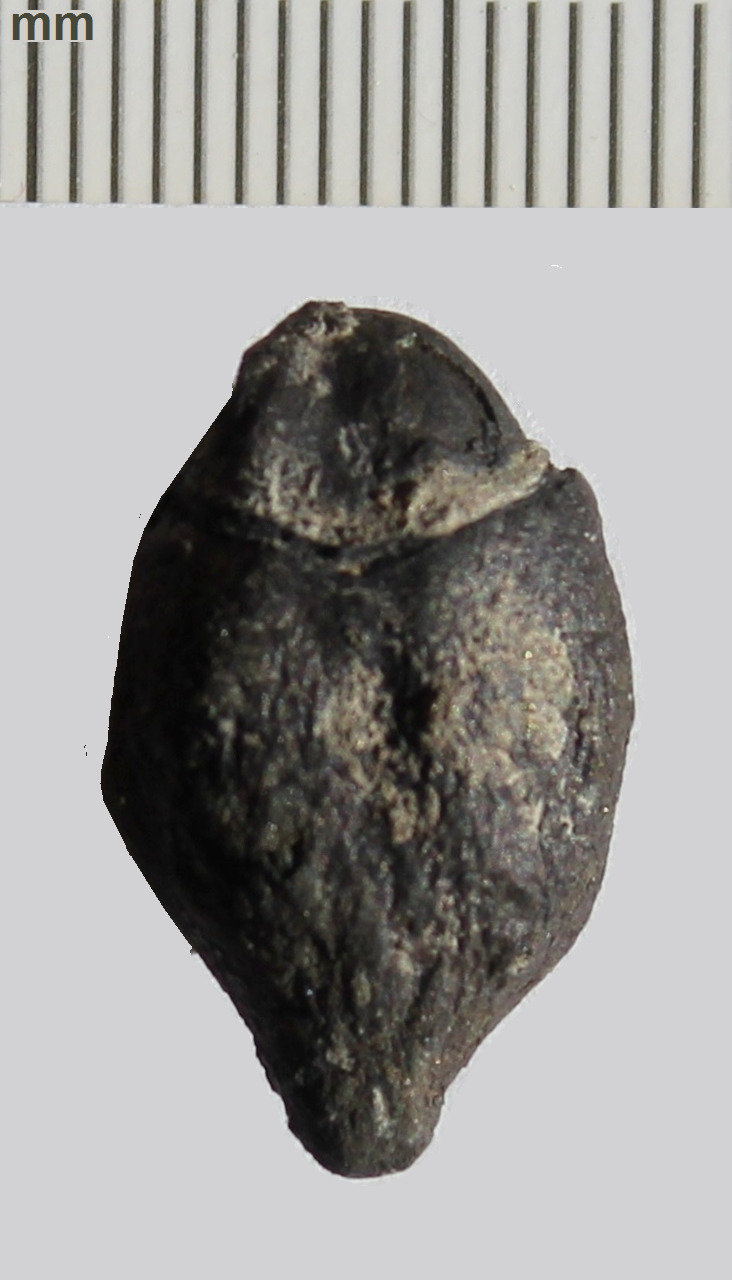
بذرة شجرة أوكوتة من فصيلة الغارية، من تشكلات طين لندن.
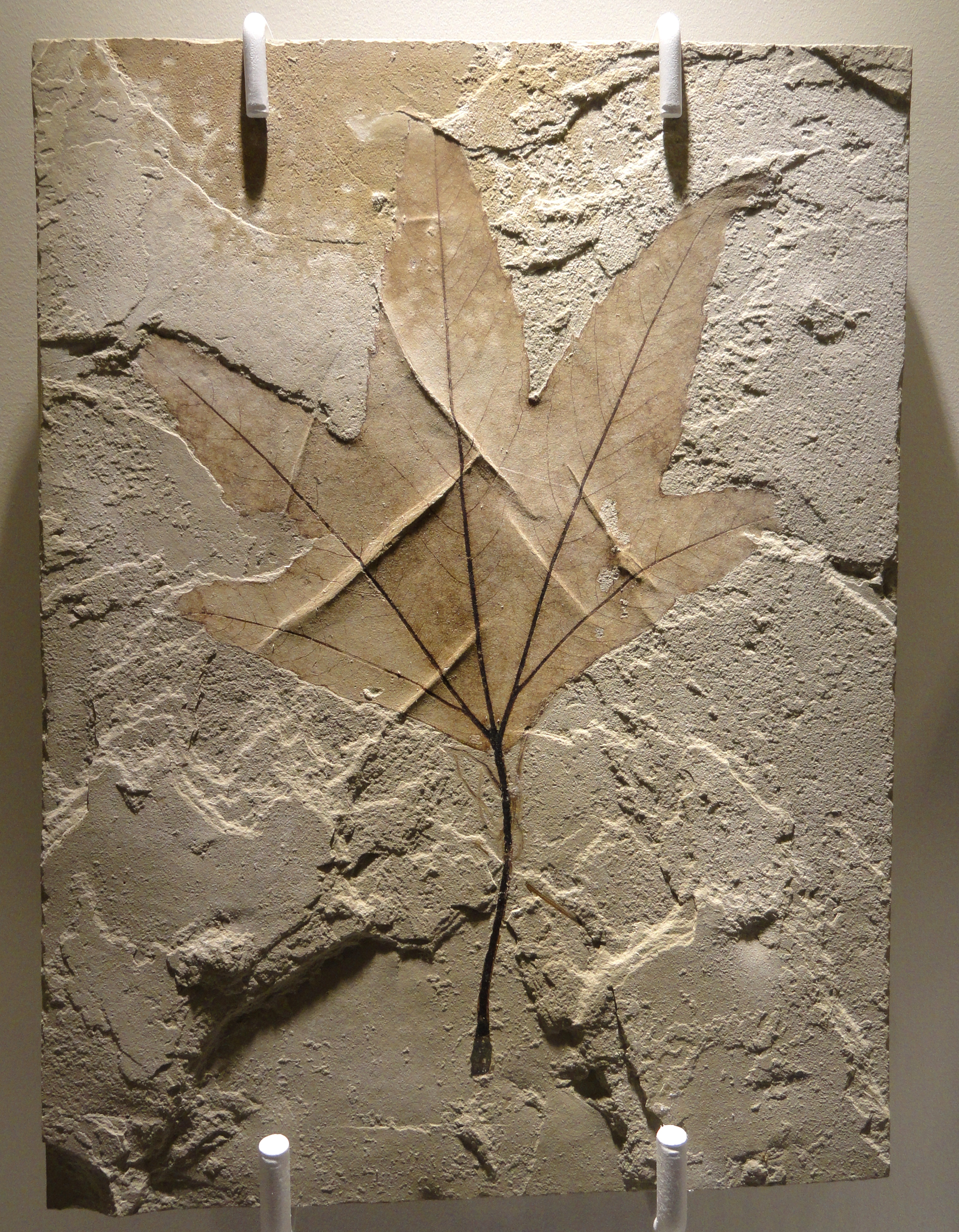
ورقة شجر ماكجنيتيا من فصيلة الدلبية، تكوين كلارنو، أوريغون.
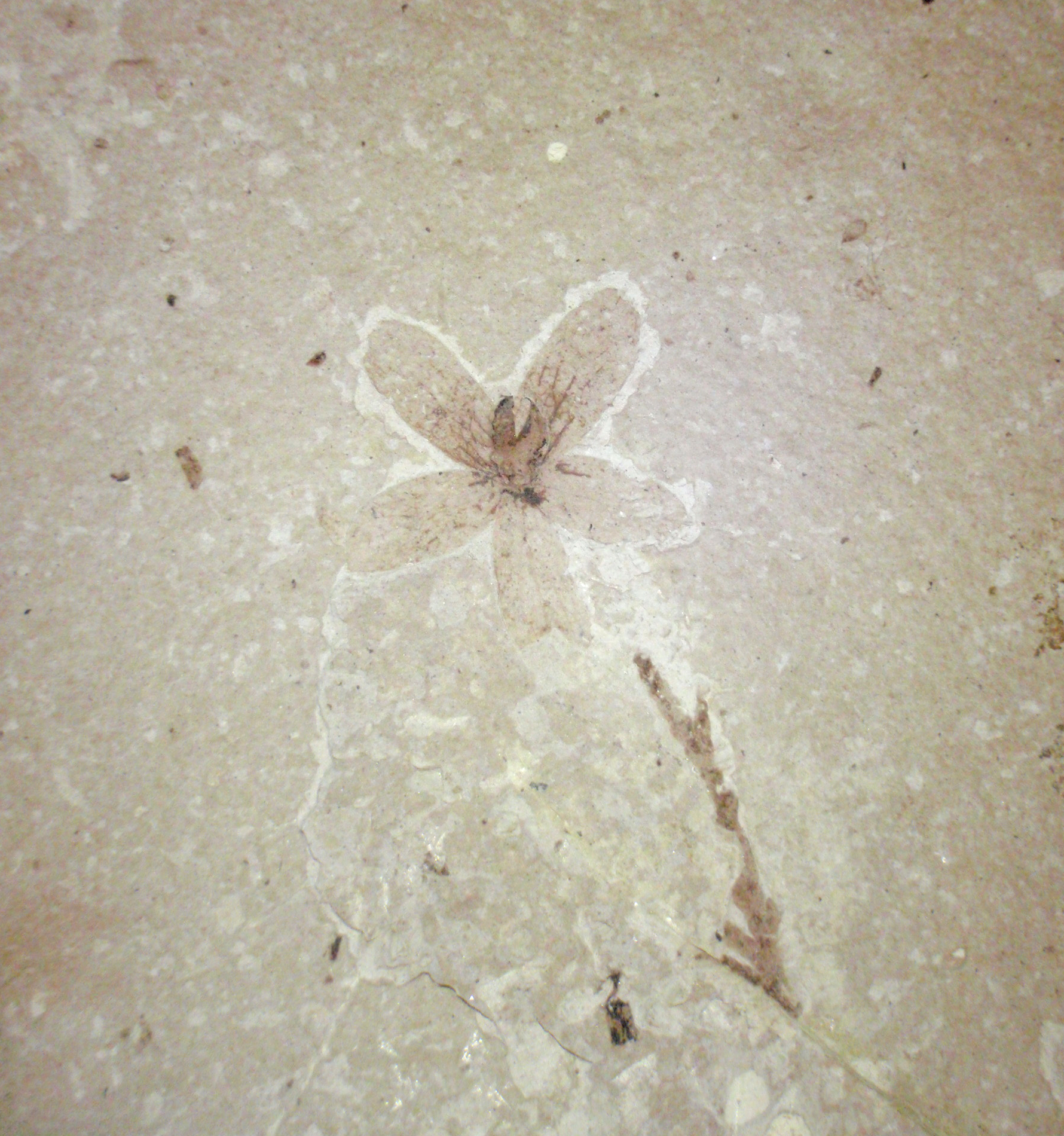
زهرة، من تكوين فلوريسانت، كولورادو.

## الحيوانات
خلال الإيوسيني، أصبحت النباتات والحيوانات البحرية حديثة تمامًا. وظهرت العديد من رتب الطيور الحديثة لأول مرة. كانت محيطات دافئة وتزخر بالأسماك وغيرها من الكائنات البحرية.

### الطيور
لأول مرة في تاريخ الأرض، كانت الطيور هي الكائنات السائدة والمهيمنة على جميع الكائنات الأخرى. وكانت الطيور الجارحة العملاقة الغير قادرة على الطيران مثل الغاستورنيس تتغذى على الثدييات مثل البروبالايوثيريم في أوروبا وأمريكا الشمالية، بينما أصبحت طيور الرعب هي المفترسات العليا المتميزة في أمريكا الجنوبية.
وصلت طيور البطريق، التي ظهرت خلال الباليوسيني، إلى أمريكا الجنوبية في منتصف الإيوسيني، وبحلول مرحلة البارتوني أنتشرت في مياه المحيط الأطلسي. بعض الأجناس والأنواع البدائية من طيور البطريق هي البيروديبتس (ارتفاعه 76 سم) والإيكاديبتس العملاق (ارتفاعه 150 سم)، وكلاهما موجود على السواحل الصحراوية في مدينة إيكا، في جنوب بيرو؛ وكذلك الأركايوسفينيسكوس أو الأنثروبورنيس العملاق (ارتفاعه 170 سم ووزنه حوالي 90 كجم). وبالمقارنة، فإن البطريق الإمبراطور، وهو أكبر بطريق حي، يبلغ طوله 122 سم فقط ويزن 37 كجم.
بدأت طيور الإوزيات في التنوع، لتشمل أجناسًا مثل البريسبيورنيس، الذي كان مرتبطًا بالبط والإوز الحالي. وتُعد دراسات فصيلة الطيور الهرمة (Presbyornithidae) مهمة جدًا لفهم تطور الطيور. والأنواع التي عاشت في المناطق الساحلية وكانت أقل تكيفًا كانت أقل عرضة للانقراض من الأنواع الأكثر تكيفًا مع نظام بيئي معين.
الباليوتيس هو نوع من طيور الرواكض (الطيور عديمة الطيران) عُثر على أحافيرها في موقع ميسيل الأحفوري في ألمانيا. وتُعد هذه الاكتشافات مثيرة للاهتمام بشكل خاص، لأن النظرية التقليدية تفترض أن الرواكض نشأت في قارة غندوانا، استنادًا إلى انتشارها الحالي. اكتشاف الباليوتيس في أوروبا، إلى جانب طيور الرواكض الأخرى في أمريكا الشمالية ومنغوليا، يُسلّط الضوء على هذه الفرضية.
في فوسفوريت كيرسي بفرنسا تم العثور على أدلة تشير إلى انتشار كبير للببغاوات خلال فترة الإيوسيني. وتُظهر بقايا أحفورية من جنس كويرسيبسيتا (Quercypsitta)، التي تعود إلى ما بين 34 و37 مليون سنة، أن الببغاوات وصلت في الماضي إلى خطوط عرض شمالية أكثر مما هي عليه في الوقت الحاضر. أما أقدم أحفورة معروفة لببغاء، فقد تم اكتشافها في "تكوين فور" (Formation Fur) في الدنمارك، ويبلغ عمرها 54 مليون سنة، وهو ما يتزامن مع بداية فترة الإيوسيني.
تطورت لدى العديد من طيور الإيوسيني في أوروبا الوسطى فقرات درنية كتكيف ضد الافتراس، ونتيجة لذلك، واجهت الطيور غير القادرة على الطيران ضغط افتراس منخفض خلال هذا الوقت.

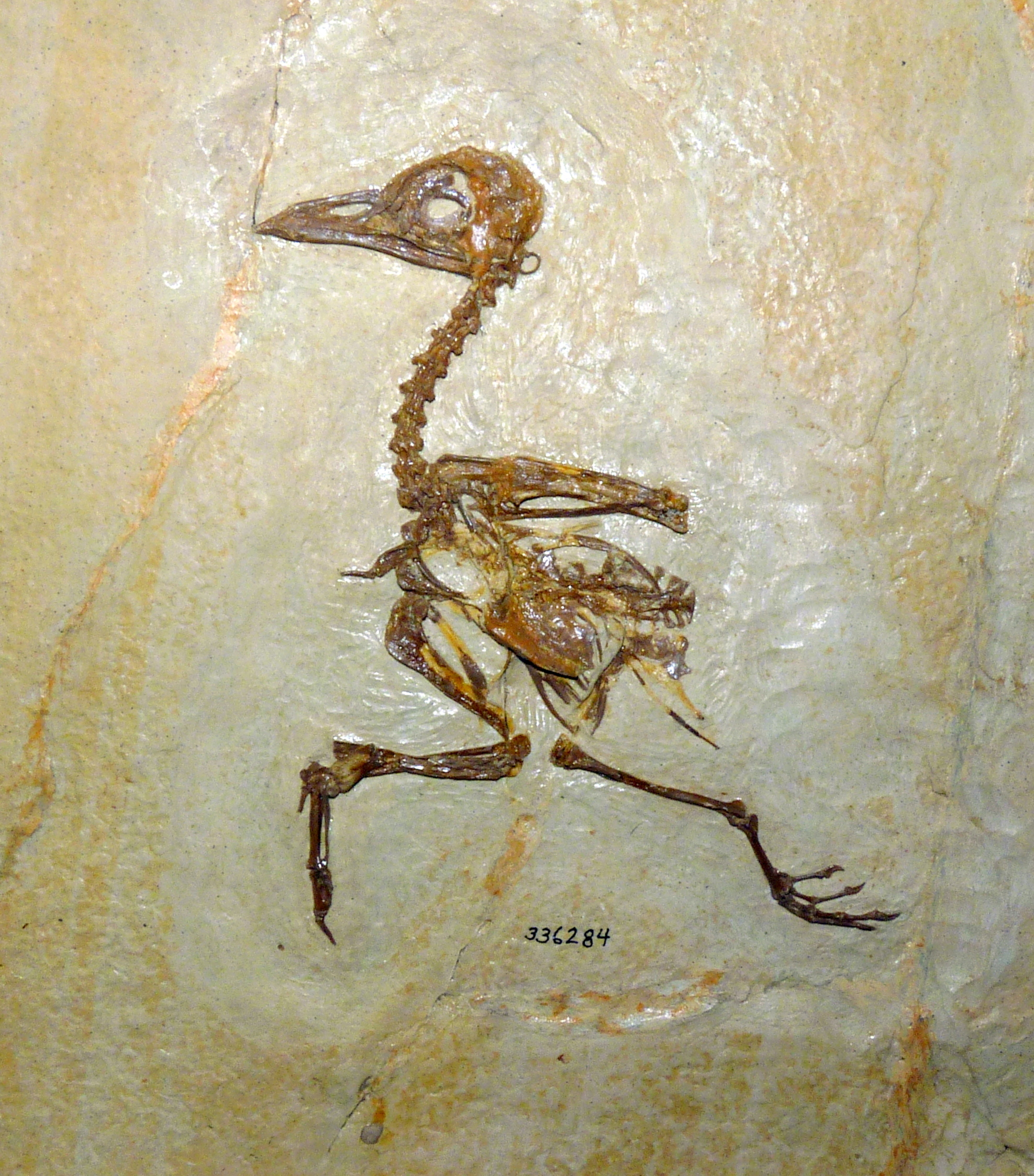
بريموبوكو، أحد أقارب الشقراقيات البدائية
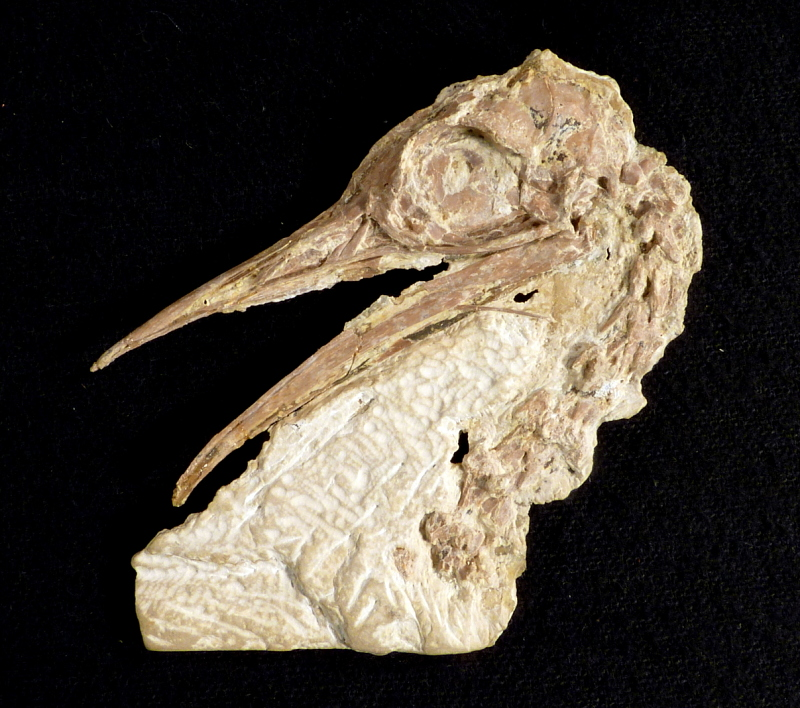
سودوكريبتروس، أوائل الإيوسيني، وايومنغ
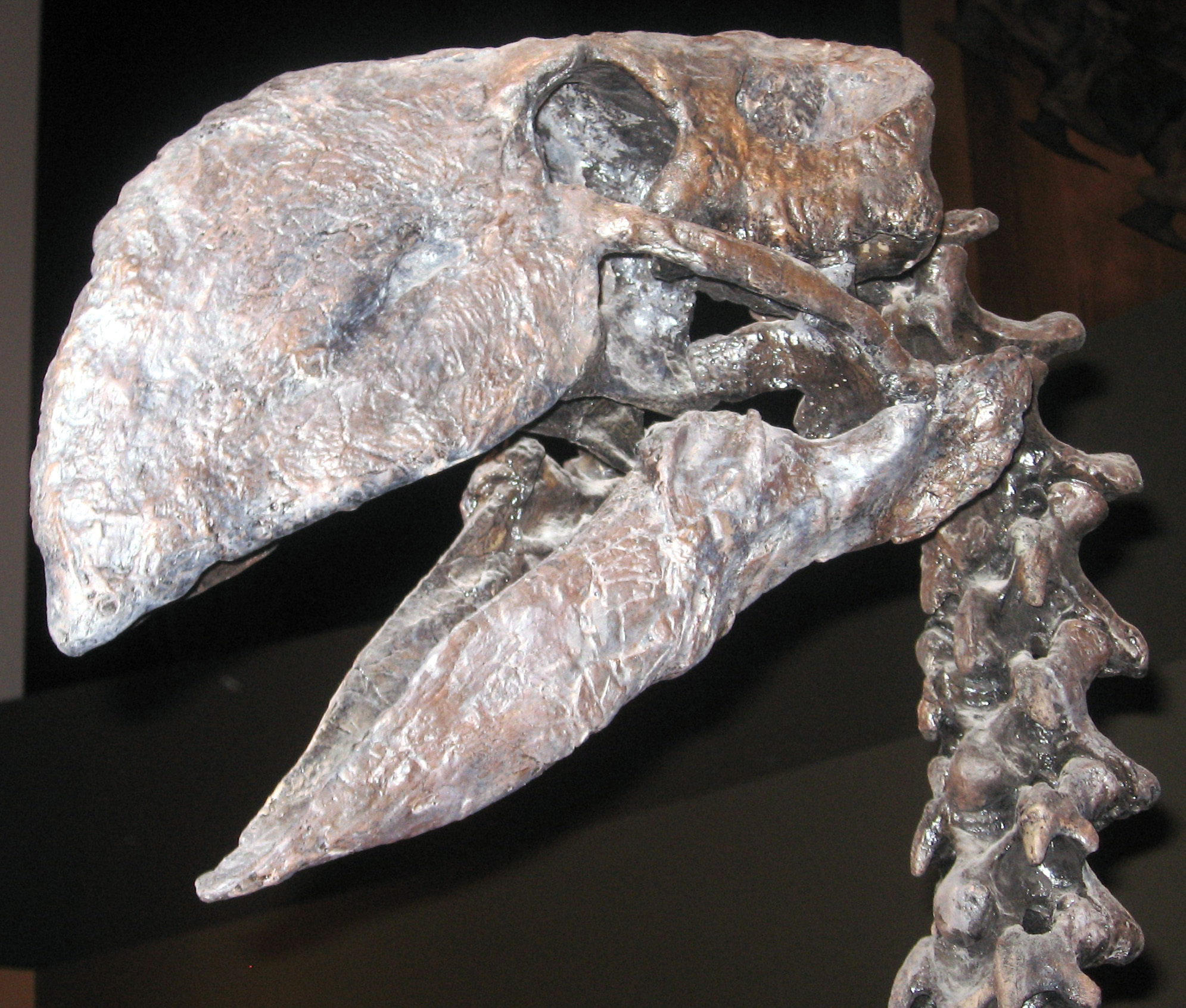
غاستورنيس، طائر لا يطير
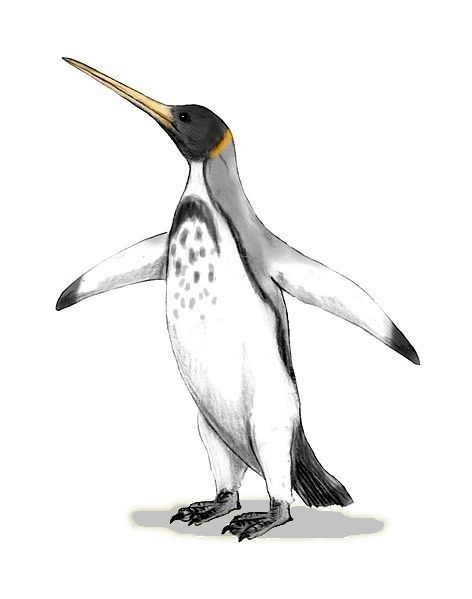
الإيكاديبتس (بطريق)
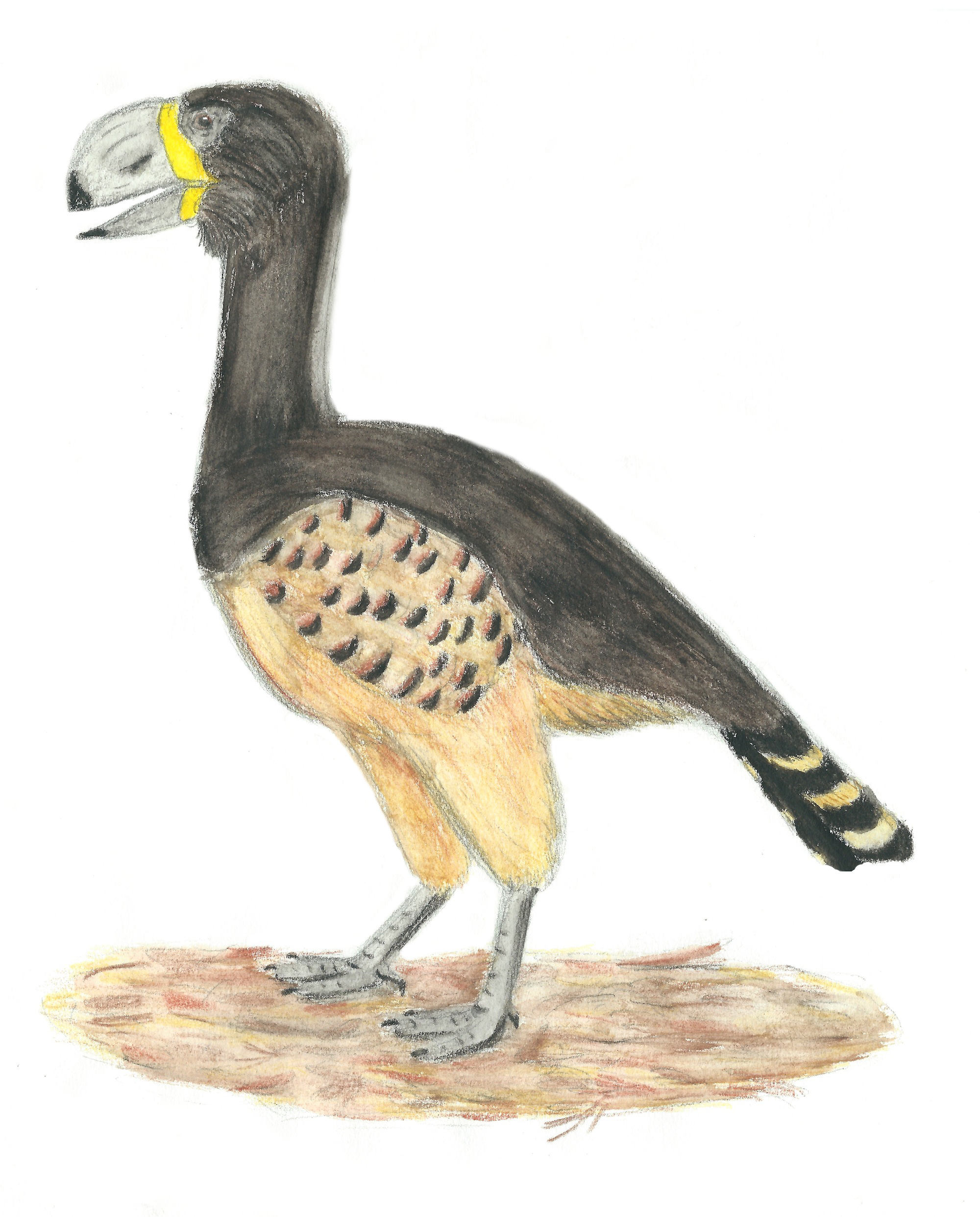
غاستورنيس (غاستورنيات الشكل )
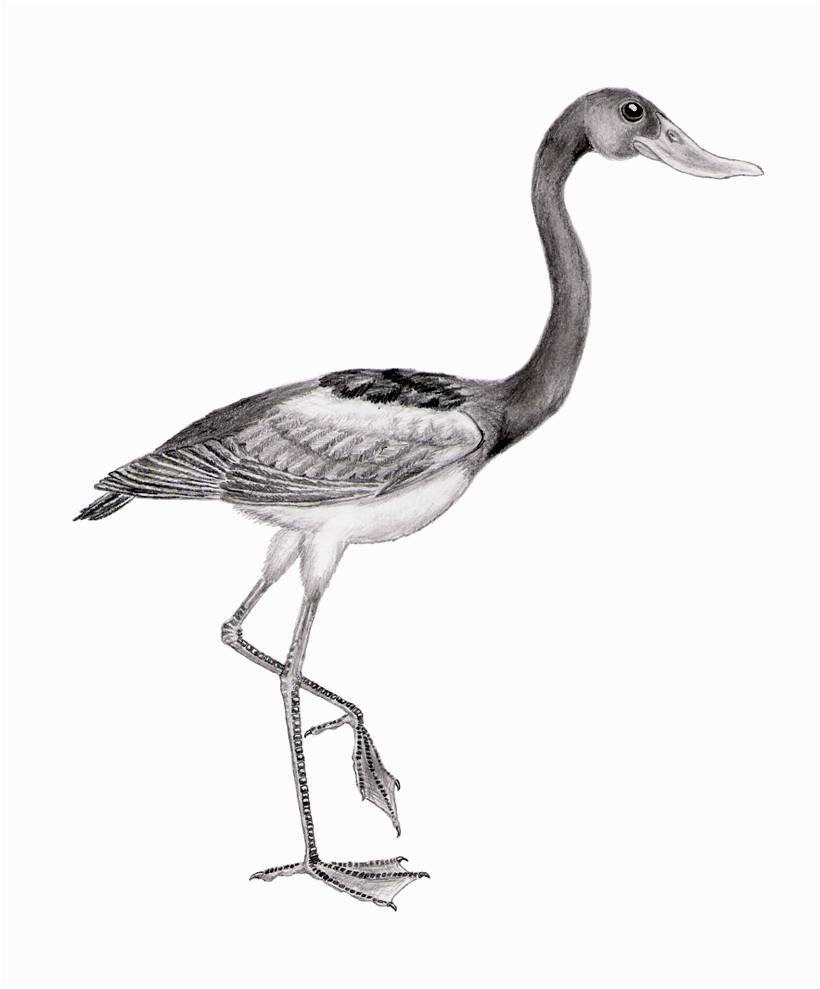
البريسبيورنيس (إوزيات)

### الثدييات
ظهرت أقدم الأحافير المعروفة لمعظم رتب الثدييات الحديثة خلال فترة وجيزة في أوائل الإيوسيني. ففي بداية الإيوسيني، وصلت عدة مجموعات جديدة من الثدييات إلى أمريكا الشمالية. وكانت هذه الثدييات الحديثة، مثل مزدوجات الأصابع، ومفردات الأصابع، والرئيسيات تتميز بخصائص مثل الأرجل الطويلة والنحيلة، والأقدام والأيدي القادرة على الإمساك، بالإضافة إلى أسنان متمايزة متكيفة للمضغ. وسادت الأشكال القزمية. وكانت جميع أفراد رتب الثدييات الجديدة صغيرة الحجم، أقل من 10 كجم؛ وبناءً على مقارنات حجم الأسنان، لم تتجاوز ثدييات الإيوسيني 60% من حجم ثدييات الباليوسيني البدائية التي سبقتها. كما أنها كانت أصغر حجمًا من الثدييات التي تلتها. يُفترض أن درجات حرارة الإيوسيني المرتفعة قد شجعت الحيوانات الأصغر حجمًا التي كانت أكثر قدرة على تحمل الحرارة.
انتشرت القوارض على نطاق واسع. وانخفض تنوع القوارض في شرق آسيا عندما تحولت من هيمنة القوارض مشطية الأصابع إلى هيمنة القوارض ثنائية الأصابع بعد الذروة المناخية للإيوسيني الأوسط.
واصلت ذوات الحوافر تطورها خلال الإيوسيني. وانتشرت ذوات الحوافر الحديثة بسبب التداخل الكبير بين أوروبا وأمريكا الشمالية مع ذوات الحوافر الآكلة اللحوم مثل الميزنيق. وظهرت مزدوجات الأصابع في بداية هذه الفترة، قبل نحو 54 مليون سنة، وبحلول نهاية الإيوسيني كانت قد تنوعت إلى الفروع الثلاثة الرئيسية المعروفة حاليًا:
- ساديات الأقدام (الجمال).
- الخنزيرية (الخنازير).
- مجترات (الخراف والماعز والأبقار).

ساهم التوسع الكبير لمفردات الأصابع، والذي دفعها نحو بيئات أقل خصوبة، وظهور العشب في الإيوسيني، قد حدد تطور الجهاز الهضمي الفريد الذي تمتلكه مزدوجات الأصابع، والذي ساعدها لاحقًا على إزاحة فرديات الأصابع كآكلات أعشاب مهيمنة.
وظهرت أشكال مبكرة للعديد من رتب الثدييات الحديثة الأخرى، بما في ذلك الخيول (أبرزها الإيوهيبس)، والخفافيش، والفيلة، والرئيسيات، والقوارض. وانخفض تنوع وأهميّة الأشكال البدائية القديمة من الثدييات. عُثر على بقايا أحافير مهمة لحيوانات برية من الإيوسيني في غرب أمريكا الشمالية، وأوروبا، وباتاغونيا، ومصر، وجنوب شرق آسيا. أما الحيوانات البحرية فهي معروفة بشكل أفضل في جنوب آسيا وجنوب شرق الولايات المتحدة.[بحاجة لمصدر]
بعد ذروة الحرارة للباليوسيني-الإيوسيني، ظهرت أنواع من الخيليات في أمريكا الشمالية وأوروبا، مما أدى إلى ظهور بعض أقدم الأنواع منها مثل السيفرهيبوس، والخيليات الأوروبية القاعدية مثل الهيراكوثيريوم أحد أنواع الباليوثير. اتسمت بعض الخيليات اللاحقة بثراءٍ كبيرٍ في الأنواع؛ مثلا الباليوثيريوم، التي تتراوح أحجامها بين الصغيرة والكبيرة جدًا، معروفةٌ من ما يصل إلى 16 نوعًا.
تضمنت الثدييات الكبيرة التي ظهرت في الإيوسيني اليوينتاثريوم، والأرسينويثيريوم، والبرونتوثيريوم، والجدير بالذكر أن النوعين الأولين عكس الأخير، فهما لم ينتميا إلى ذوات الحوافر، بل إلى مجموعات انقرضت بعد وقت قصير من ظهورها.
بالإضافة إلى الثدييات المفترسة البرية الكبيرة التي تواجدت منذ فترة الباليوسيني، ظهرت أشكال جديدة في الإيوسيني مثل الهاينودون، والدافونوس (السلالة الأولى لفصيلة "كلاب الدببة" المفترسة ). وفي غضون ذلك، أثبتت الإنتيلودونتات نفسها كواحدة من أكبر الحيوانات القارتة (آكلة اللحوم والنباتات). كما ظهرت أولى النيمرافيدات، بما في ذلك الدينيكتيس، كأولى الحيوانات من سنوريات الشكل. حققت مجموعاتها نجاحًا باهرًا واستمرت في العيش بعد الإيوسيني.
على الأرجح يعتبر أهم تطور للثدييات خلال الإيوسيني هو تطور الحيتانيات، فبعد أن تركت أسلافها الحياة المائية قبل 300 مليون سنة، تمكّنت مجموعة من الثدييات المرتبطة بمزدوجات الأصابع البدائية من إتمام الانتقال من البيئة البرية إلى البيئة المائية. بدأ هذا التحول مع فصيلة الحيتان الباكستانية التي عاشت خلال الإيوسين المبكر والأوسط في باكستان، وقد كانت هذه الكائنات ثدييات برية لاحمة، لكن تركيب عظام الأذن وترتيب الأسنان أثبتا أنها تمثل الخطوة الأولى في تطور البالينات. وبعد بضعة ملايين من السنين، ظهرت كائنات مثل حوت الأمبولوسيتوس، الذي اتبع أسلوب الحياة البرمائية، وكانت أطرافها الخلفية متكيّفة للسباحة أكثر من المشي على اليابسة. أما الحيتان الأولية فتمثل مرحلة لاحقة في تطور الحيتانيات، ومن المحتمل أنه كان لديها في ذلك الوقت زعنفة ذيلية تشبه زعانف الحوتيات الحديثة.
ظهرت أولى الحيتانيات البحرية بشكل كامل قبل حوالي 45 مليون سنة. كانت الباسيلوصوريات، التي تضم أجناسًا مثل الباسيلوصور أو الدوردون، تشبه إلى حد كبير الحيتان البالينية الحديثة في تكوينها التشريحي. ومع ذلك، كان دماغها أقل تطورًا، ولم تكن تمتلك عضو "البطيخة" التي تتميز به الحيتان المسننة. ولم تظهر أولى الحيتان المسننة إلا قرب نهاية الإيوسيني.
وفي هذه الفترة، كانت أولى الخيلانيات (الثدييات البحرية العاشبة) قد بدأت بالتطور، والتي ستتطور لاحقًا إلى الأطَمَة وخراف البحر المعاصرة.
كانت الكريودونتات هي اللواحم المهيمنة خلال الإيوسيني. عادةً ما تمتلك آكلات اللحوم زوجًا من الأسنان القاطعة المتخصصة، أحدهما ضرس والآخر سن أمامي (ضاحكة)، ولكن أسنان الكريودونتات كانت كلاهما أضراسًا. وتضم رتبة الكريودونتات بعضًا من أكبر الثدييات المفترسة الأرضية التي وُجدت على الإطلاق، مثل الأندروساركوس، الذي يمكن أن يصل طوله إلى ثلاثة أمتار ونصف، وارتفاعه إلى ما يقارب مترين، ووزنه حوالي 250 كغ. ومع ذلك، لم يكن حجمها الكبير كافيًا للسيطرة على المدى الطويل، حيث تفوقت عليها آكلات اللحوم الأخرى، فانقرضت في النهاية في فترة الميوسيني. ويعود سبب انقراضها إلى عاملين تقريبا:
1. مفصلها القطني العجزي لم يكن متطورًا بما يكفي للركض كباقي اللواحم، بالإضافة إلى أن كونها تمشي على باطن القدم جعلها أقل كفاءة في الجري.[134]
2. الكريودونتات تمتلك نوعًا مختلفًا من الأسنان جعلها آكلة لحوم إلزامية، أي أنها اقتصرت على تناول اللحوم فقط، بينما كانت المياسيديات ومعظم آكلات اللحوم في ذلك الوقت لا تزال تمتلك أسنانًا مُكيفة لمضغ أنواع أخرى من الطعام. أما آخر الكريودونتات التي ظهرت في السجل الأحفوري، هو الديسوبساليس، فقد انقرض قبل ثمانية ملايين سنة.[133]

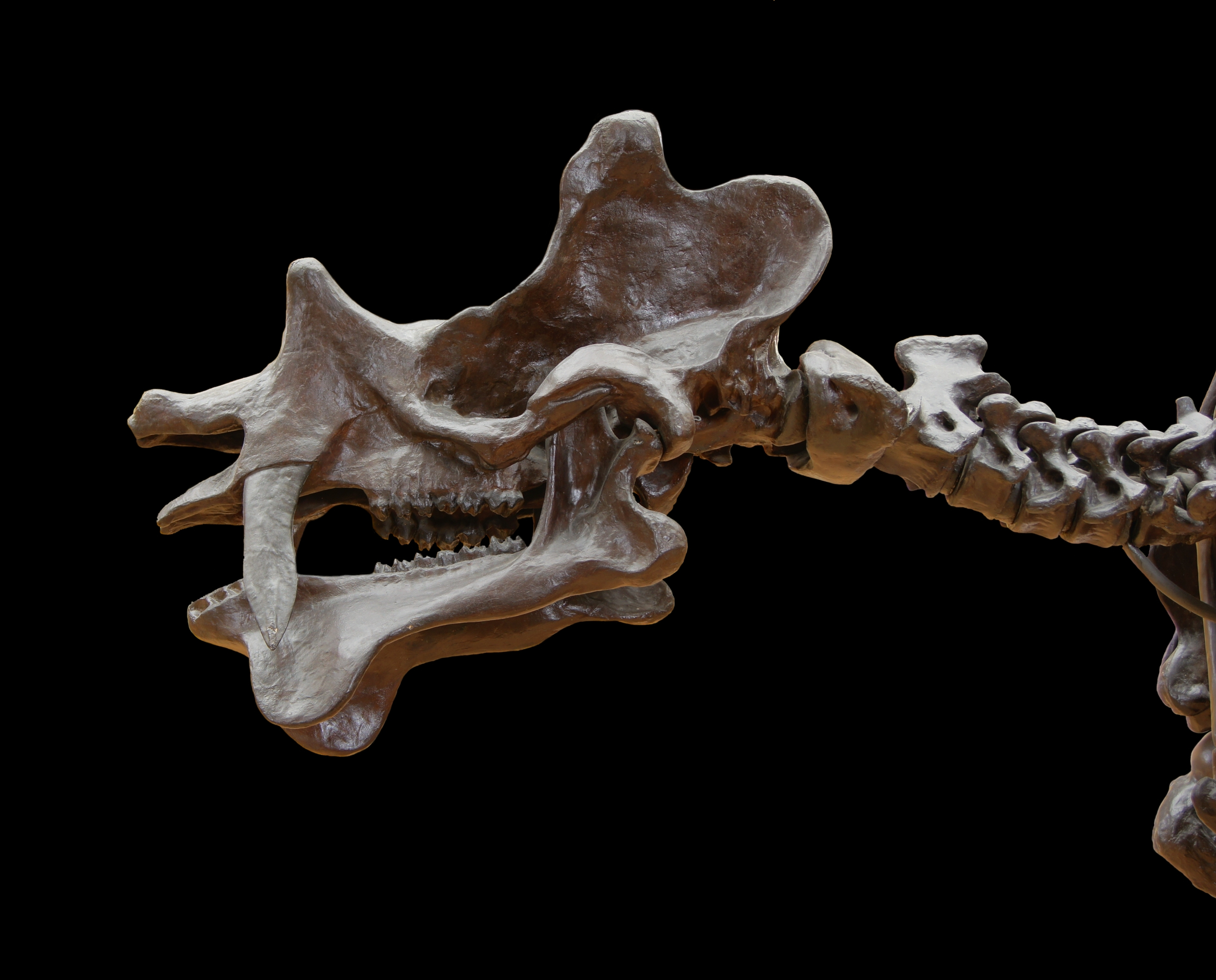
قالب لجمجمة يوينتاثريوم، أحد أنواع القرنيات الرهيبة.
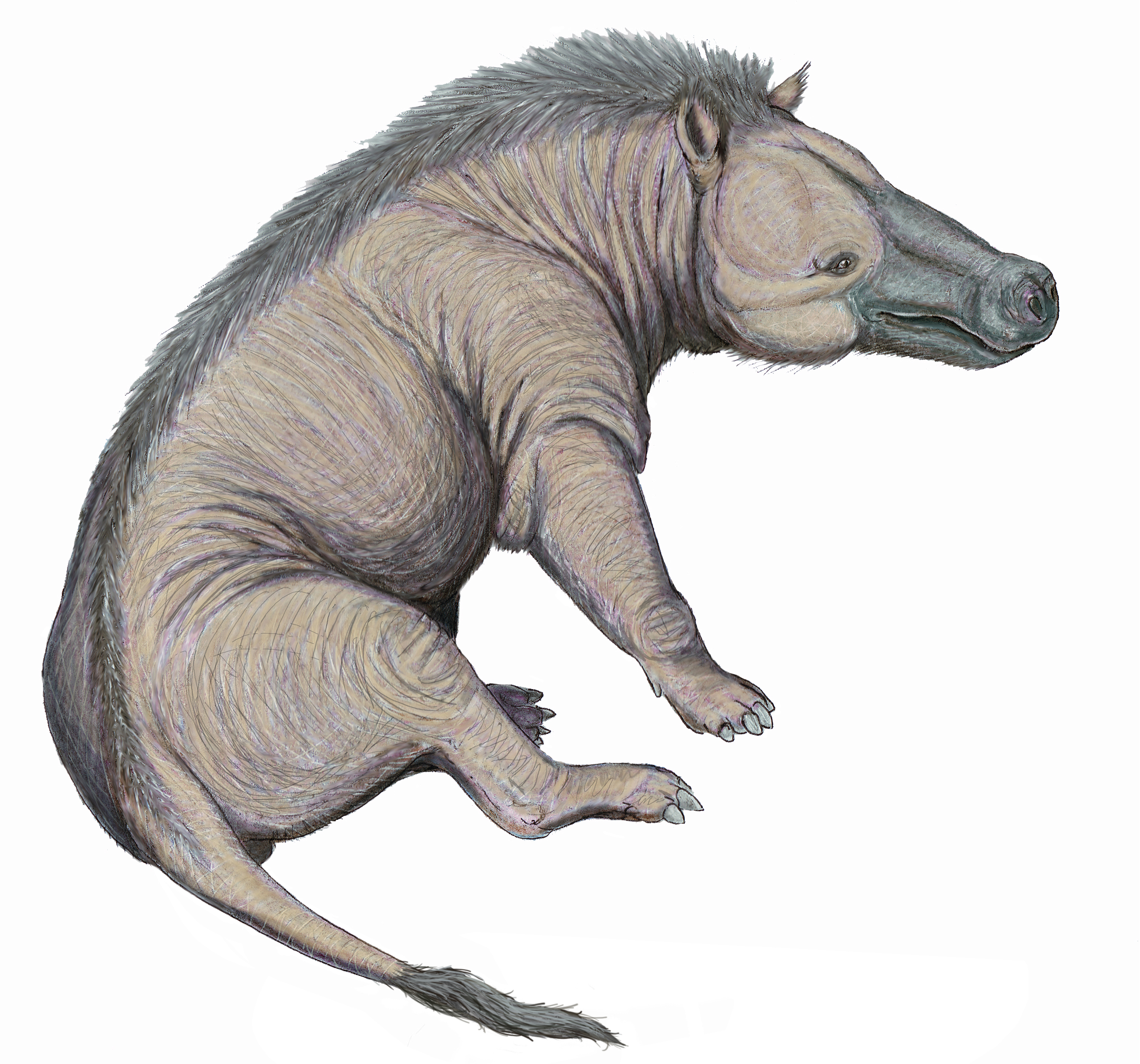
إعادة بناء حيوان الأندروساركوس من مزدوجات الأصابع
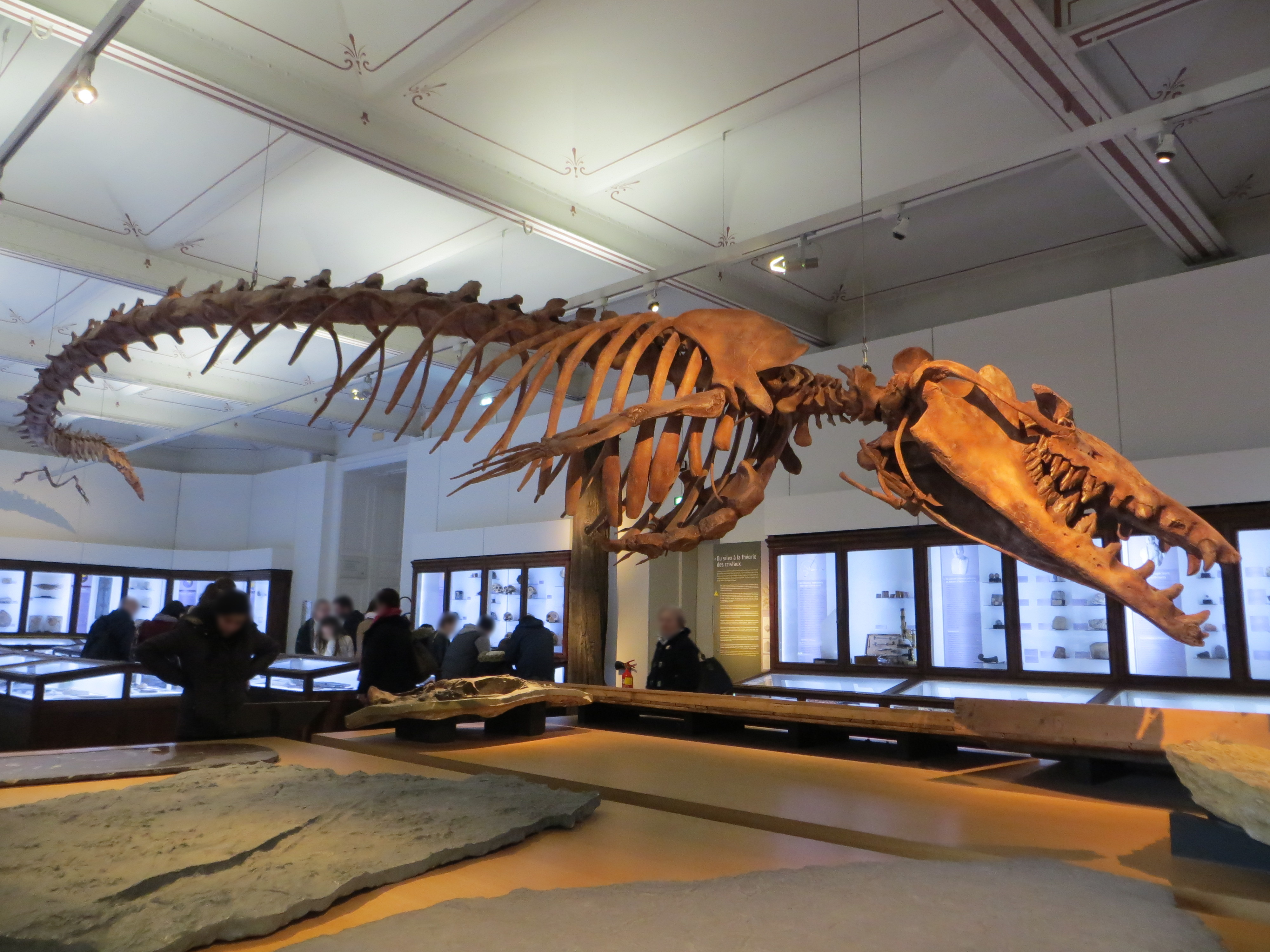
الباسيلوصور، حوت منقرض.
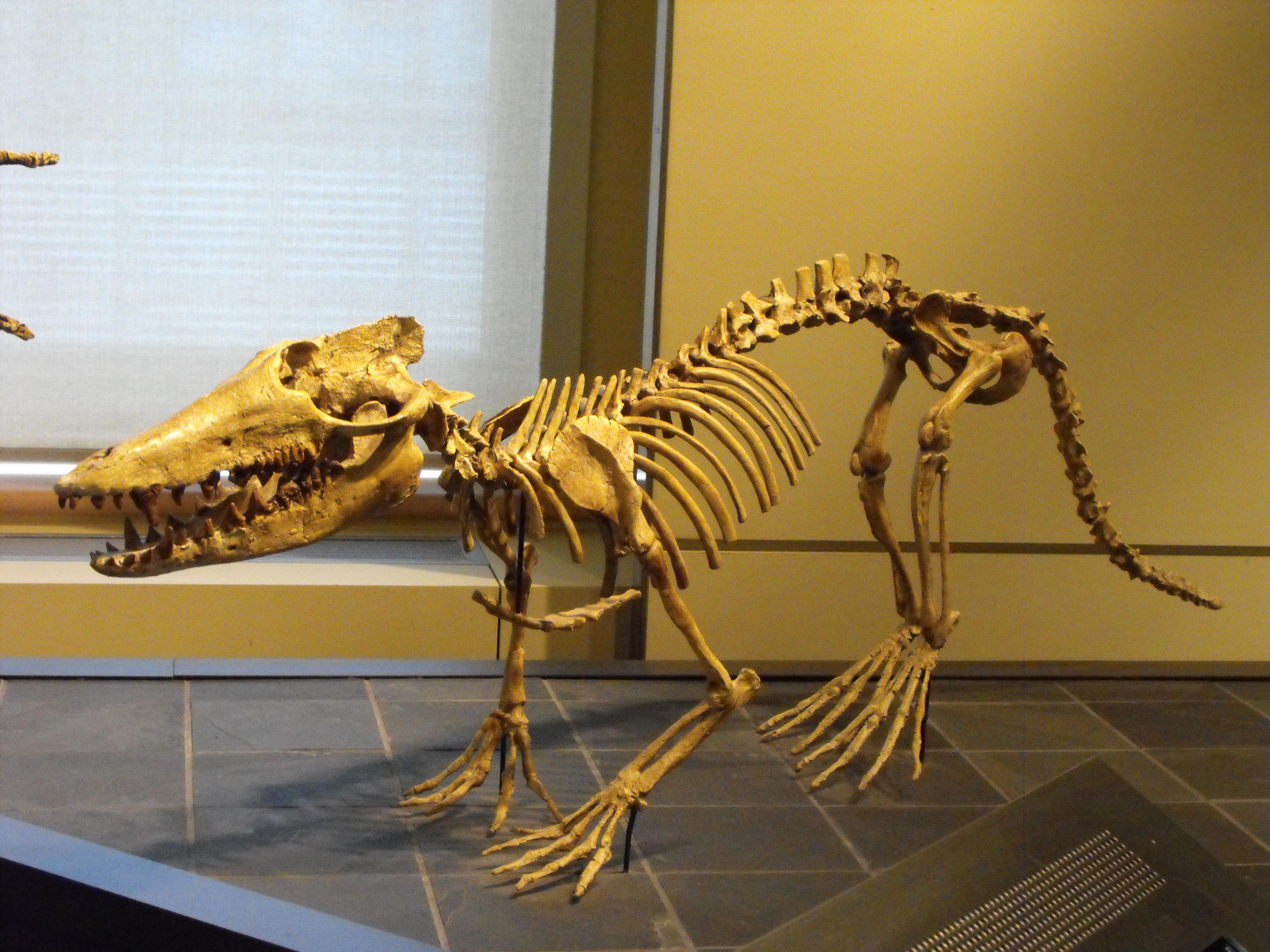
باكيسيتوس، حوت برمائي منقرض.
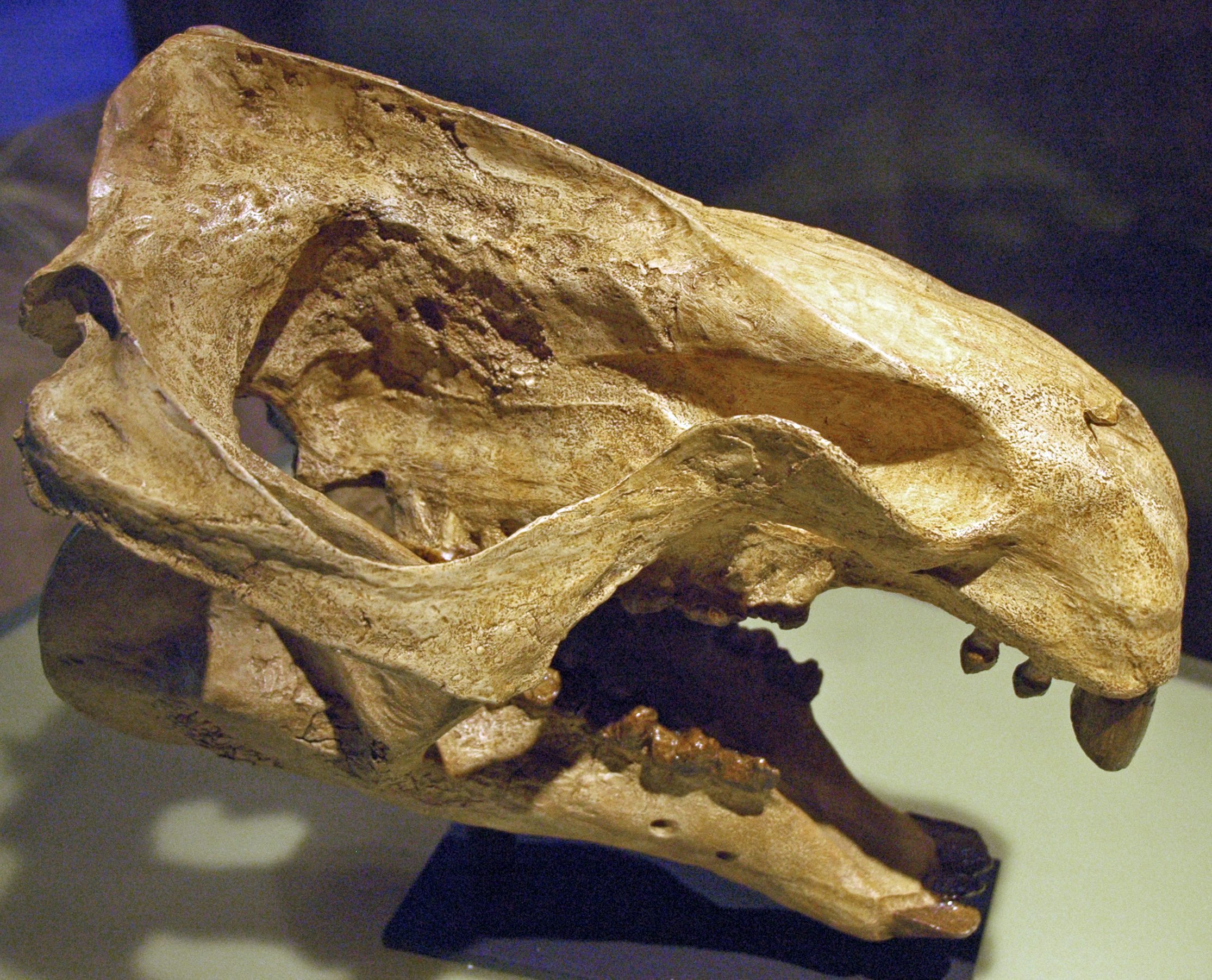
موريثيريوم، أحد أشباه الفيلة البدائية (الخرطوميات البدائيات).
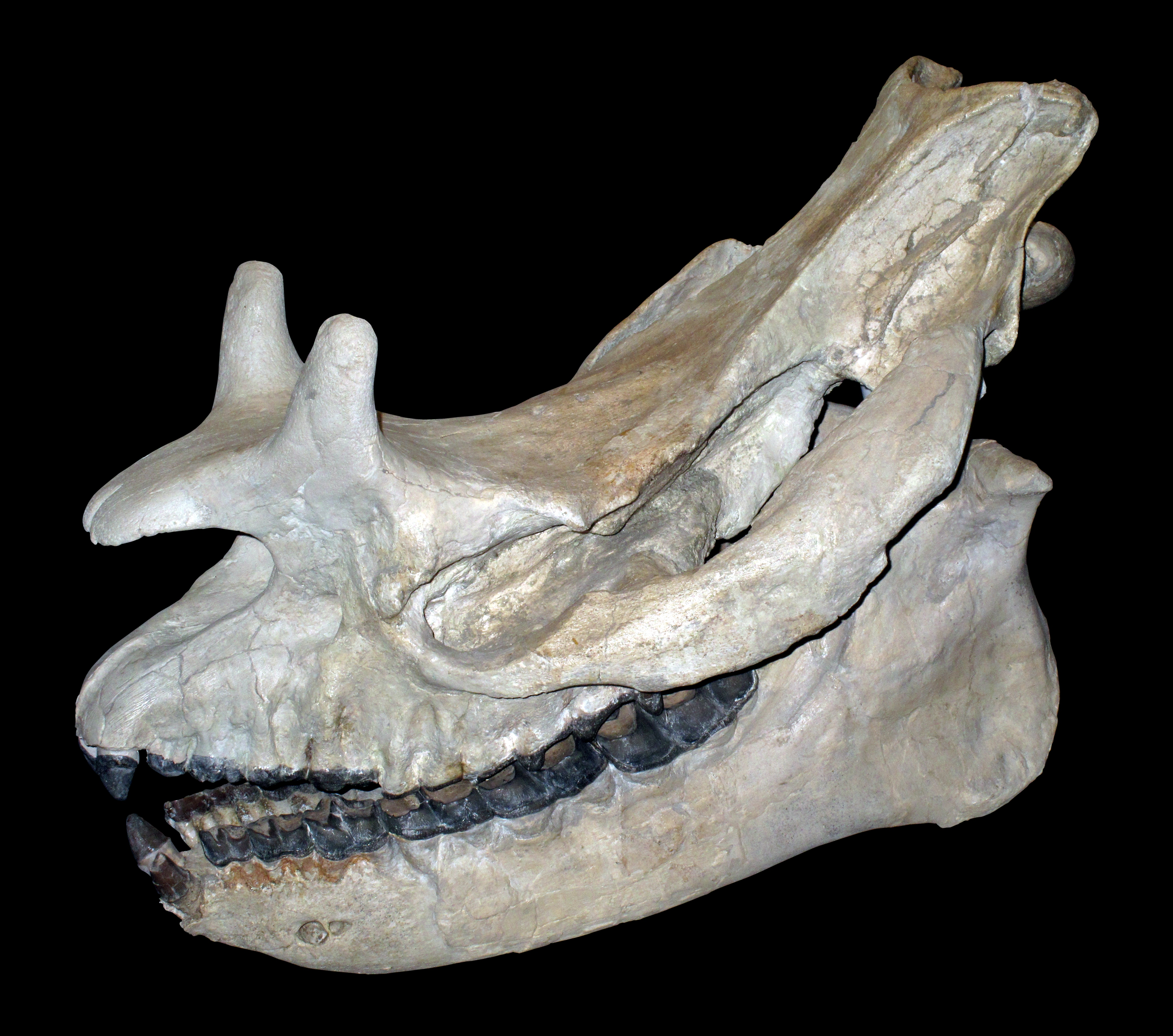
ميجاسيروبس، عضو منقرض من فصيلة البرونتوثيريات.
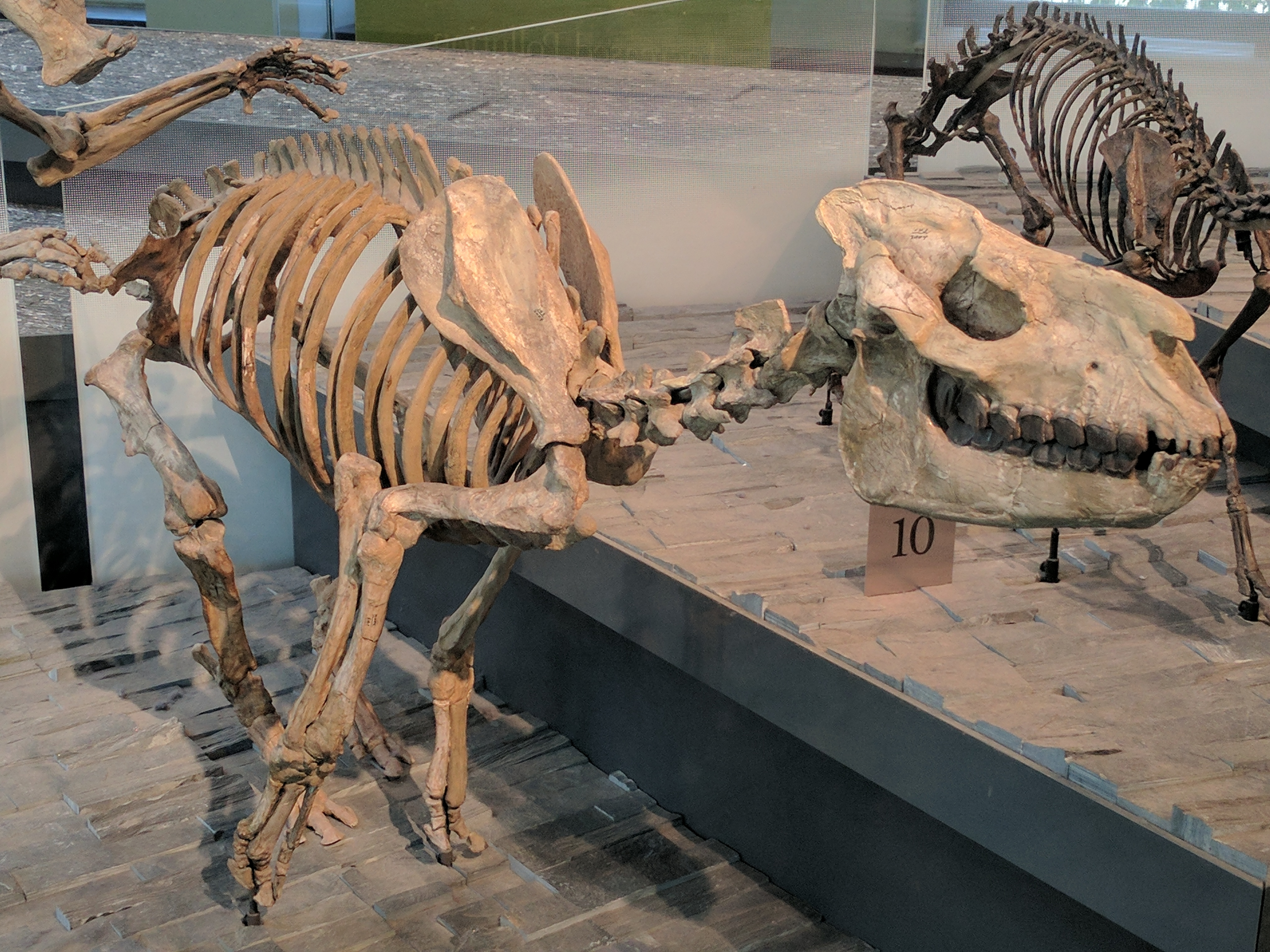
هيراكودون، من خيليات مفردات الأصابع المنقرضة.
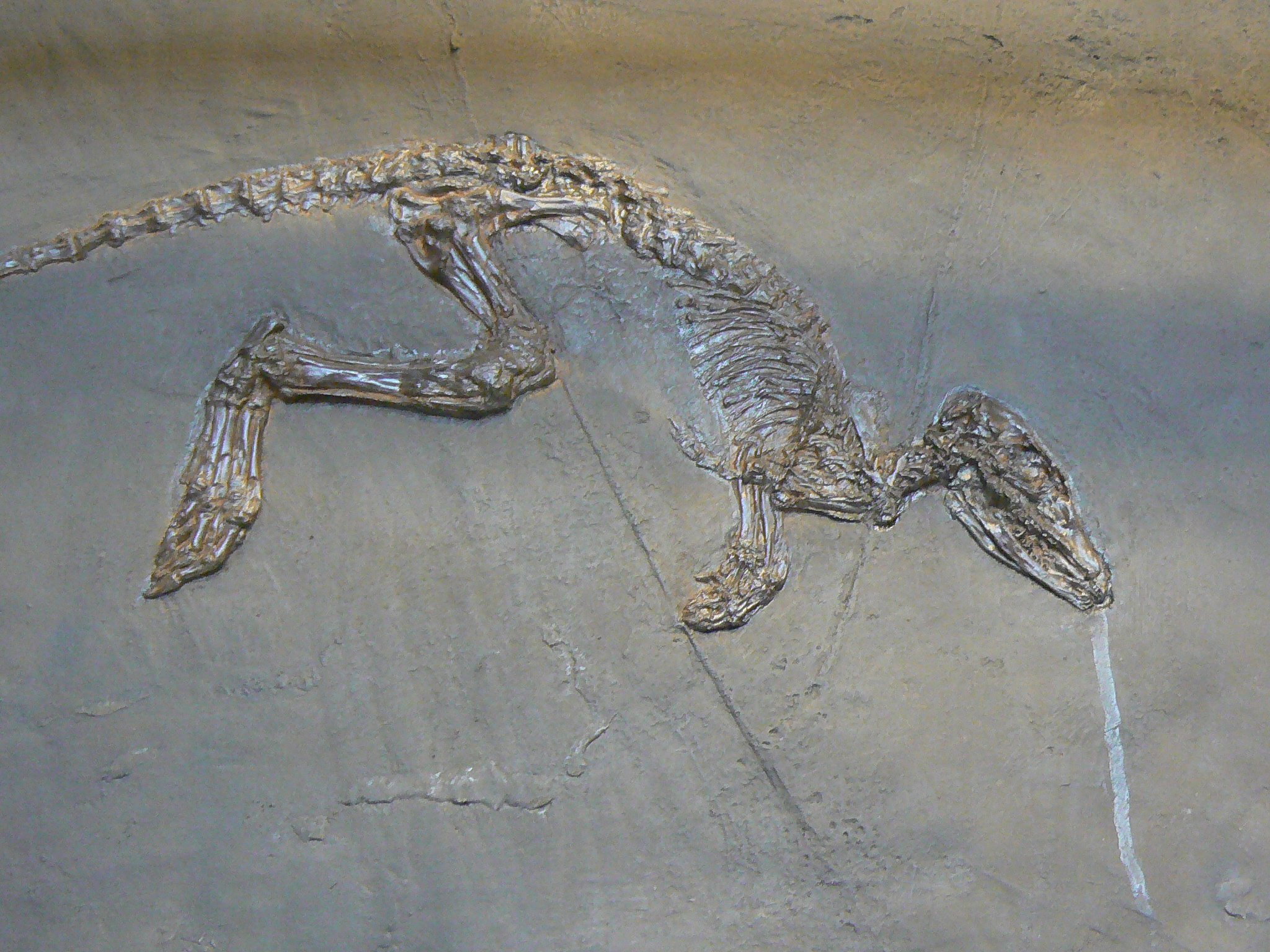
ليبتكتيديوم، ثديي صغير منقرض، ويُرجّح أنه كان ثنائي الحركة (يمشي أو يقفز على قدمين).
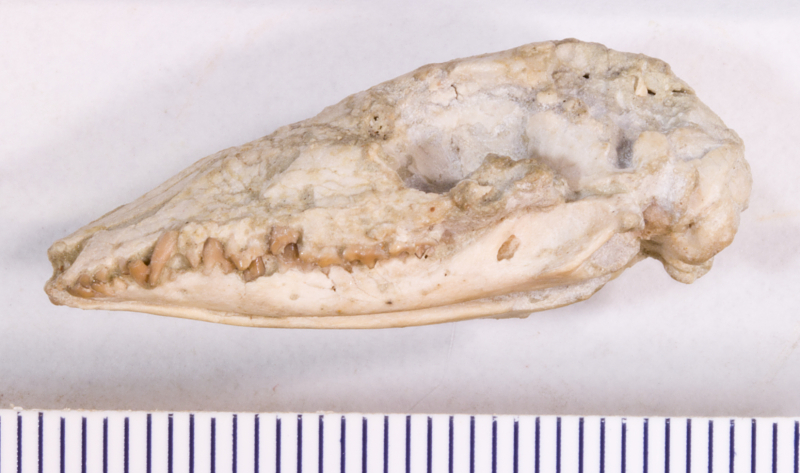
بيراثيريوم، عضو في فصيلة الهيربتوثيريات، وهي مجموعة من الجرابيات البدائية المنقرضة.
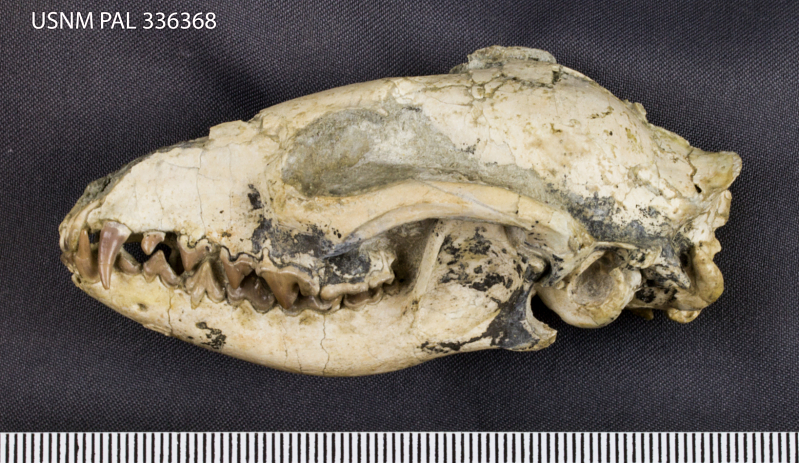
هيسبروكيون، عضو منقرض من فصيلة الكلبيات.
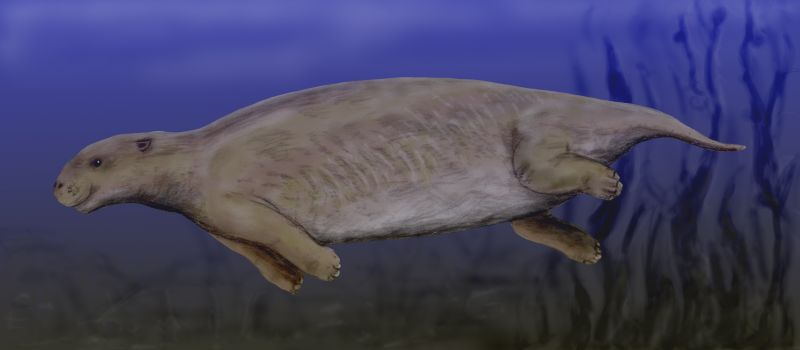
بروراستوموس، جنس منقرض من الخيلانيات، ويُعتبر من أقدم أسلاف الفقمة والحيتان.
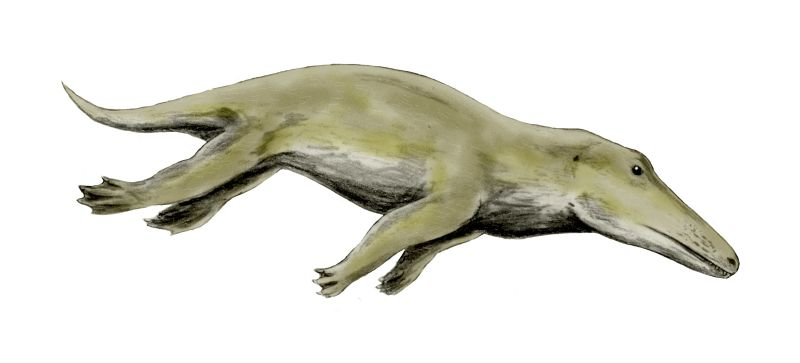
أمبولوسيتوس، جنس منقرض من مزدوجات الأصابع، ويُعتبر من أسلاف الحيتان الأوائل، ويُطلق عليه أحيانًا "الحوت السائر".
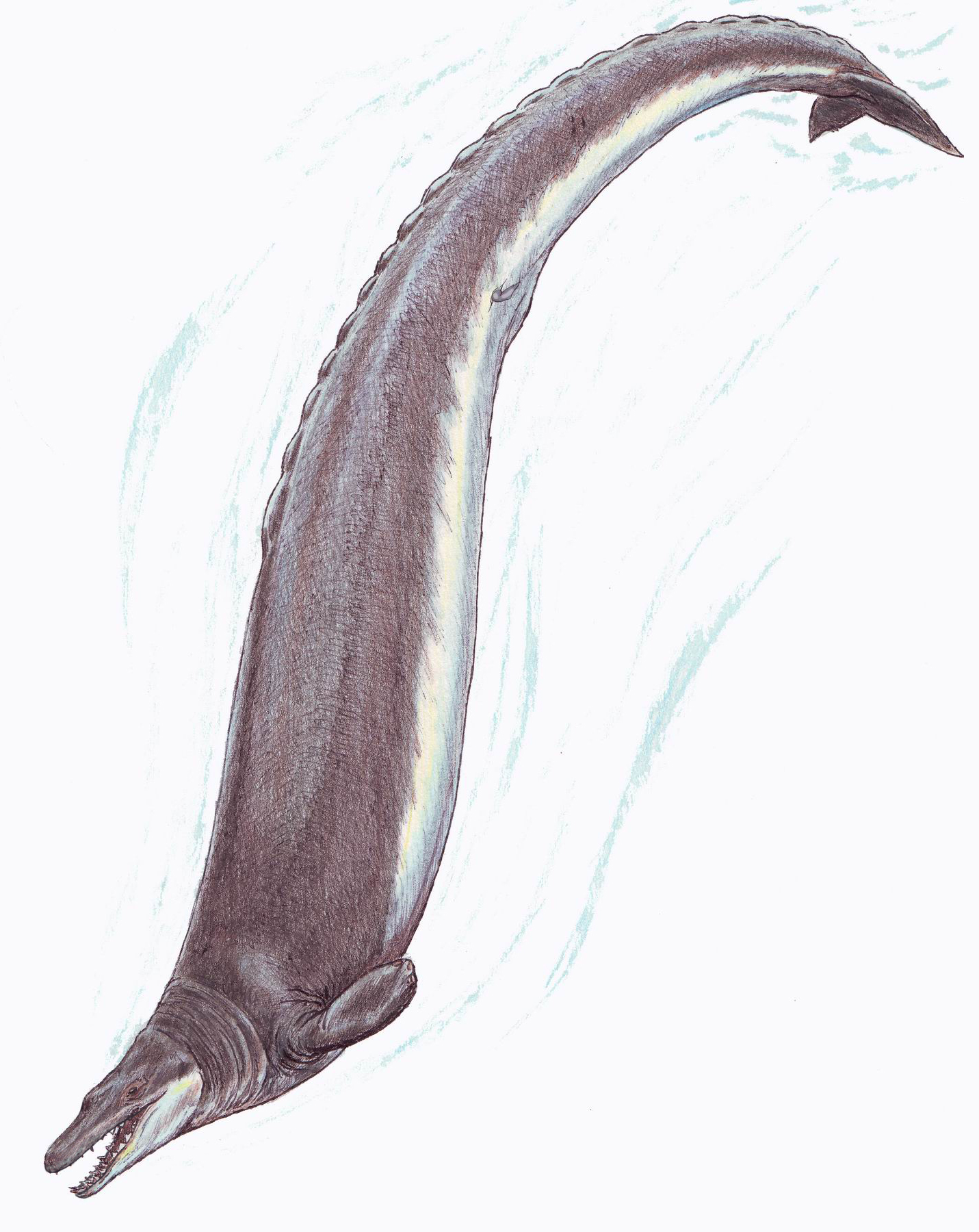
باسيلوصور، جنس منقرض من مزدوجات الأصابع الحوتيات، ويُعد من أقدم الحيتان ذات الجسم الطويل التي عاشت في الإيوسيني.
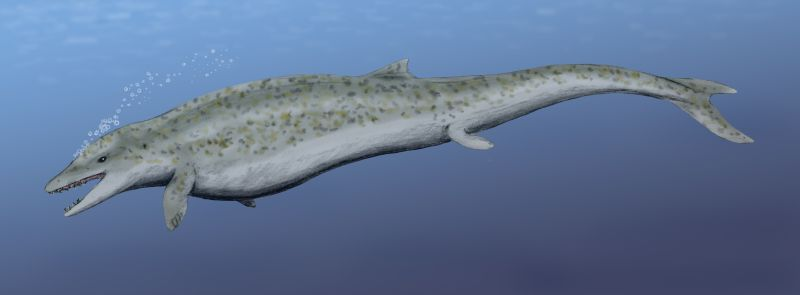
دوردون، جنس منقرض من مزدوجات الأصابع الحوتيات، وهو قريب جدًا من الباسيلوصور لكنه أصغر حجمًا وأكثر تطورًا.
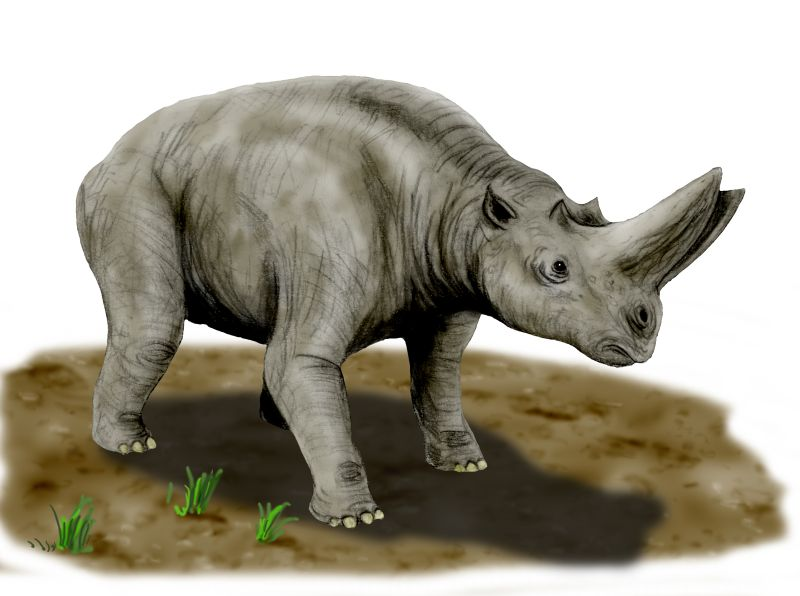
أرسينويثيريوم، جنس منقرض من شبيهات الكركدن، عاش خلال أواخر الإيوسيني إلى أوائل الأوليغوسيني.

### الأسماك
خلال الإيوسيني، شهدت أسماك القرش من رتبة لمنيات الشكل (أو أسماك القرش المخططة) تنوعًا كبيرًا. ويُعدّ القرش العفريت أحد الأمثلة العديدة لأسماك القرش التي ظهرت خلال هذه الفترة. ومن الأنواع البارزة قرش أوتودوس أوبليكوس (Otodus obliquus)، الذي ظهر في الباليوسيني، يصل طوله إلى تسعة أمتار، ويتغذى على الثدييات البحرية، والأسماك، وأسماك القرش الأخرى. يعتقد العديد من علماء الحفريات أن قرش "أوتودوس أوبليكوس" هو سلف لجنس الكاركاروكليز، وبالتالي، يُعتقد أنه على صلة وثيقة بأكبر قرش مفترس عرفه التاريخ، وهو كاركاروكليز ميجالودون. ومع ذلك، يربط بعض العلماء "الأوتودوس أوبليكوس" بالقرش الأبيض الكبير، على الرغم من أن عددهم آخذ في التناقص، حيث تتزايد الأدلة التي تدعم علاقته بالميجالودون.
من الأسماك البارزة الأخرى التي عاشت في تلك الفترة كانت سمكة الإنشودوس، وهي سمكة مفترسة ترتبط بأسماك السلمون. تميزت هذه السمكة بامتلاكها سلسلة من الأنياب الخارجية في الأجزاء الأمامية من فك علوي الفكين العلوي والسفلي وفي عظم الحنك. على الرغم من كونها مفترسة، فقد تم العثور على الغالبية العظمى من حفرياتها داخل معدات مفترسات أكبر حجمًا، مثل الموزاصوريات، والزواحف البحرية (البليزوصورات)، أو الطائر البحري البابتورنيس.

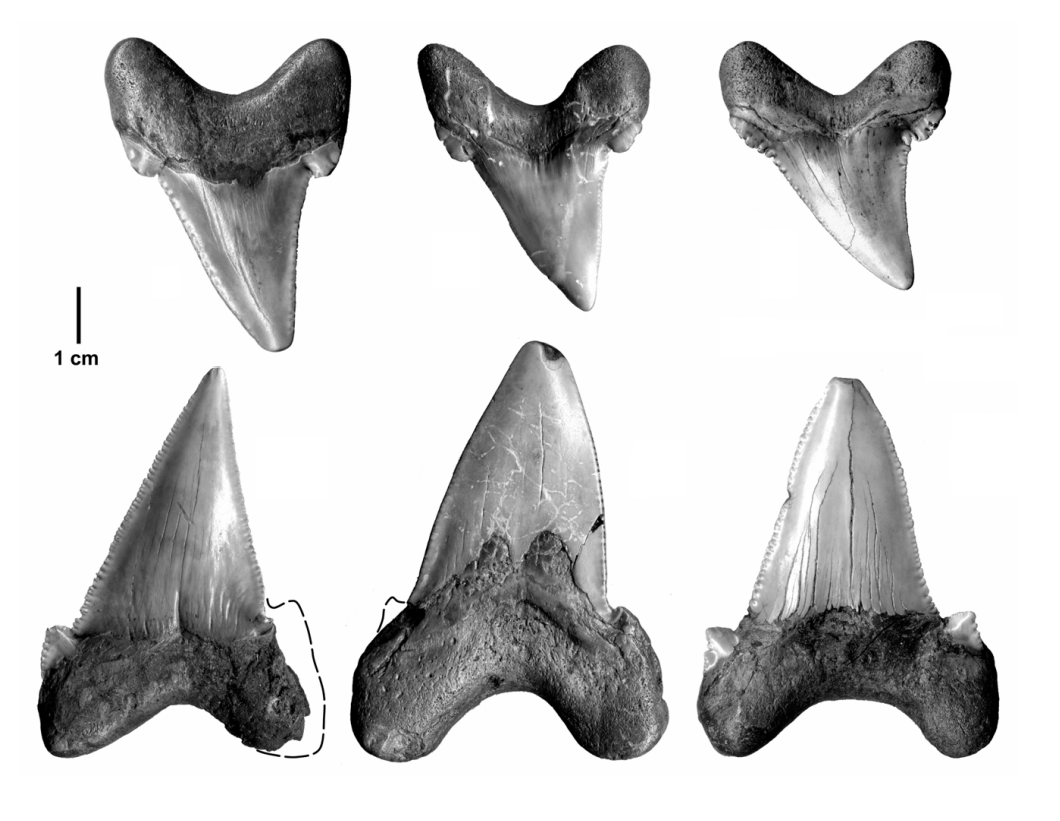
أسنان أوتودوس سوكولوفي، من قرشيات الأوتودونتيات العظمية العتيقة.
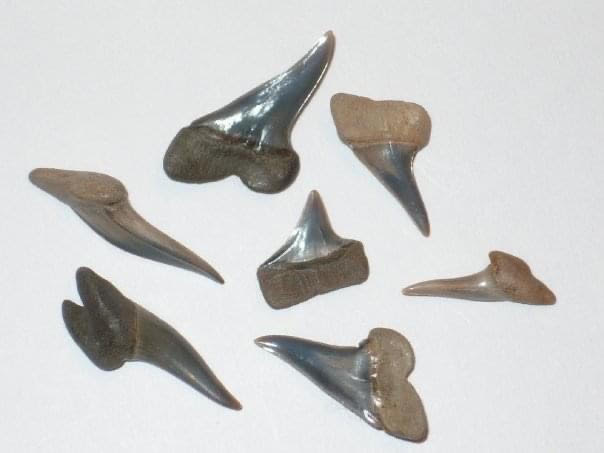
أسنان الزيفودولاميا، من القروش الحديثة في صلصال لندن.
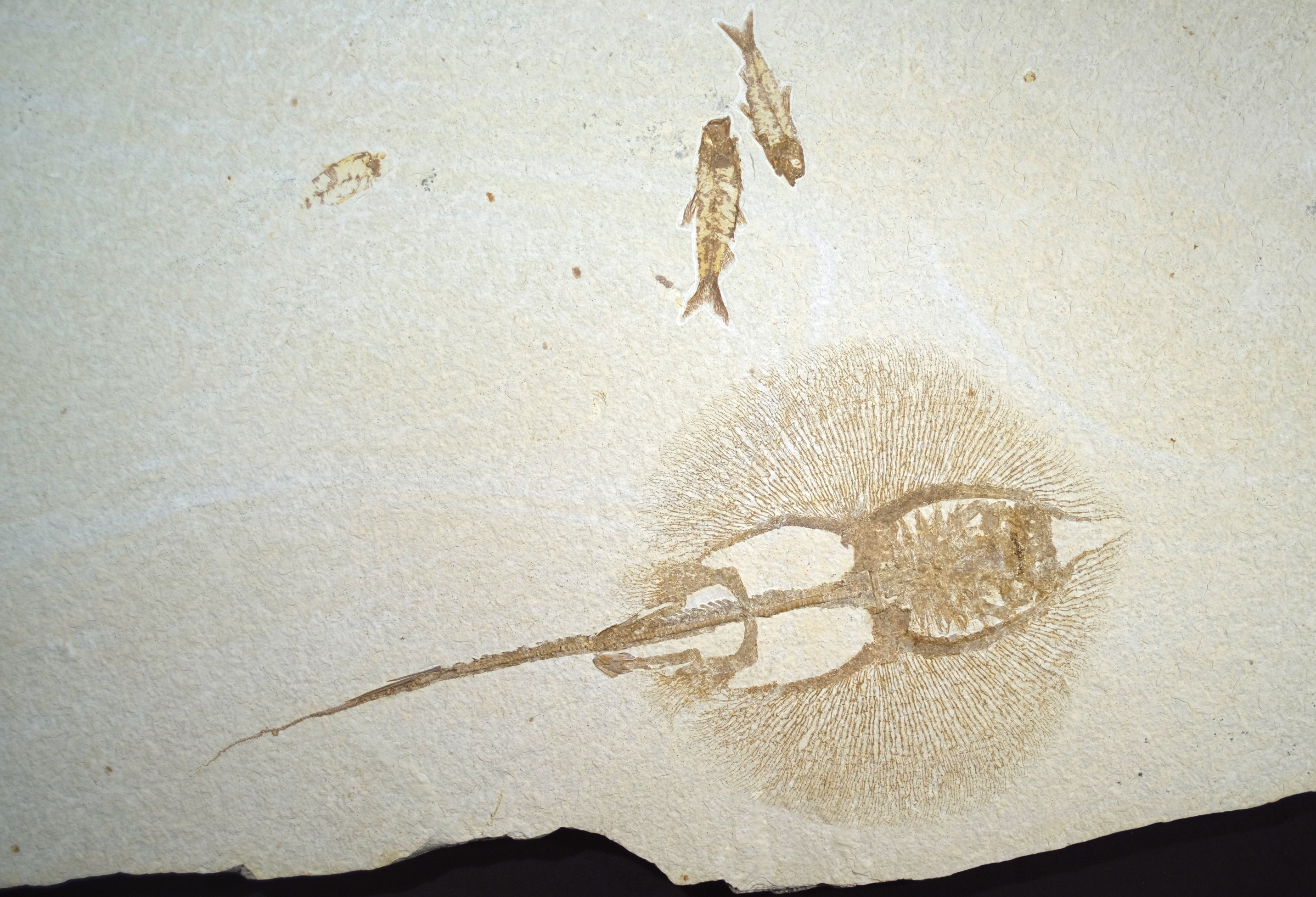
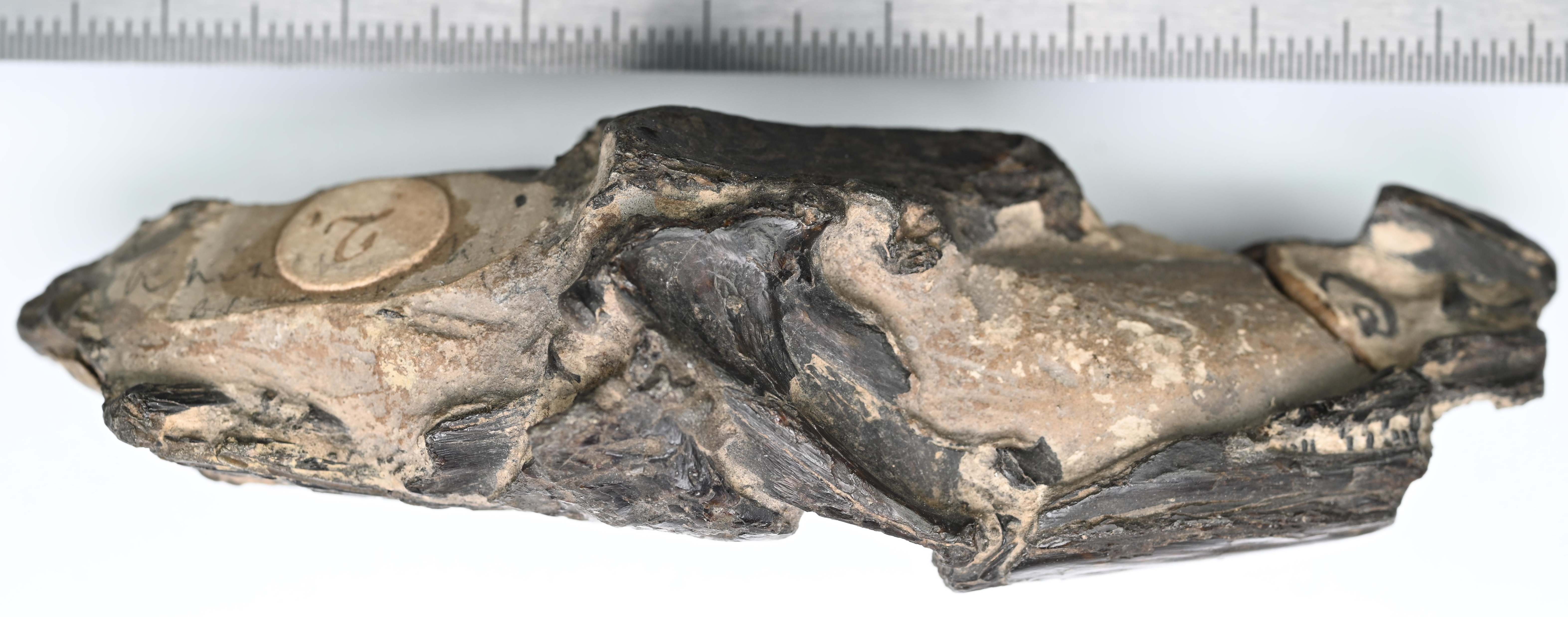
ثعبان البحر (Eel)، وهو إيكيلوس خيشومي، تم جمعه بواسطة لويس أغاسيز.
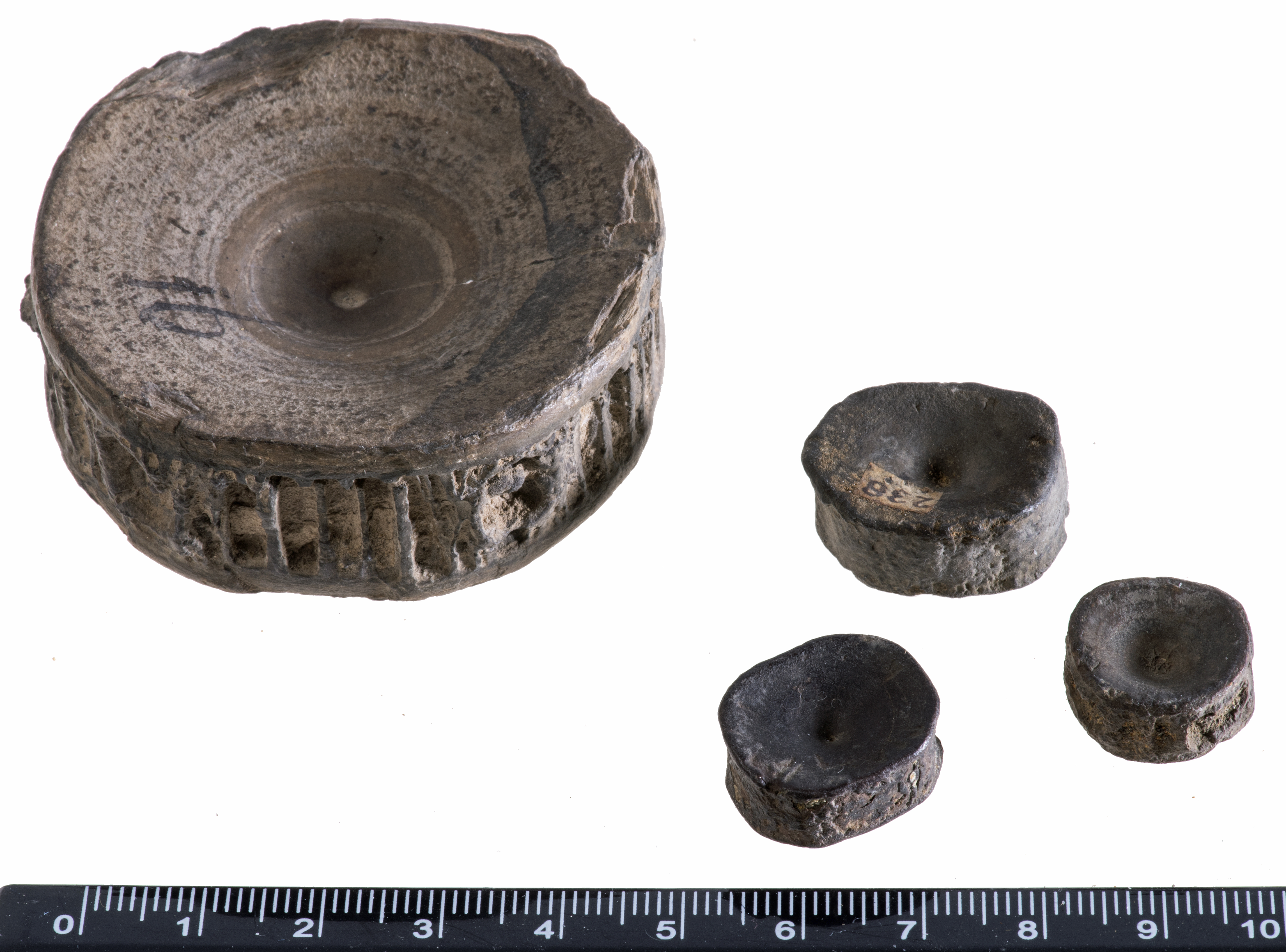
فقرات عمود فقري لقرش من رتبة القروش الحديثة، عثر عليها في طبقات صلصال لندن في جزيرة شيبي.

### الزواحف
عاشت إحدى أكبر أنواع الثعابين المعروفة خلال الإيوسيني. يُعتقد أن ثعبان جيجانتوفيس جارستيني تجاوز طوله عشرة أمتار، في حين أن أضخم الثعابين الحالية، وهي الأناكوندا، يبلغ طولها حوالي سبعة أمتار. عاشت هذه الأفعى قبل نحو أربعين مليون سنة في المنطقة التي تعرف حاليا بمصر، ويُرجح أنها كانت تتغذى على الخرطوميات البدائية (أسلاف الفيلة الحديثة). وثعبان آخر ضخم الحجم عاش خلال هذه الفترة كان البالايوفيس، وهو أحد أنواع الثعابين البحرية. في البداية، قدّر طوله بين ثلاثين وأربعين مترًا، وهو رقم هائل بالنسبة لثعبان، لكن التقديرات الحديثة تشير إلى أن طوله كان يقارب التسعة أمتار فقط.

### المفصليات
أبرز حدث متعلق بالمفصليات خلال الإيوسيني كان الانتشار الواسع للنمل. فخلال العصر الطباشيري، لم يكن هناك سوى عدد قليل من أنواع النمل في قارة لوراسيا القديمة، وكانت تمثل أقل من 1% من إجمالي أنواع الحشرات. وفي أواخر الباليوسيني، بدأت عملية تشعب تكيفي استمرت طوال الإيوسيني، جعلت من النمل الحشرات المسيطرة حتى نهاية تلك الفترة. وقد كان نجاحها كبيرًا لدرجة أن 90% من أنواع النمل التي عاشت خلال الإيوسيني لا تزال موجودة حتى اليوم.
في موقع حفرة ميسيل الأحفوري في ألمانيا، تم العثور على حفريات من النمل القديم، وهو جنس من النمل يضم خمس أنواع معروفة، وقد تم التعرف عليه فقط من خلال بقايا الذكور والملكات. وقد كانت المسافة بين جناحي الملكات تتراوح بين 13 و15سم، مما يجعلها أكبر أنواع النمل التي عُرفت على الإطلاق. كما تم العثور على حفريات لهذا الجنس في المملكة المتحدة والولايات المتحدة، ولكنها أقتصرت على أجنحة فقط.
يُعرف الإيوسيني بوجود العديد من تجمعات الحشرات الأحفورية الغنية، وأبرزها الكهرمان البلطيق الذي عُثر عليه بشكل أساسي على طول الساحل الجنوبي لبحر البلطيق، بالإضافة إلى الكهرمان من حوض باريس بفرنسا، وتكوينات فور بالدنمارك، وبولدنور من جزيرة وايت بإنجلترا. تنتمي معظم الحشرات التي وُجدت في ترسبات الإيوسيني إلى الأجناس التي لا تزال موجودة حتى اليوم، رغم أن نطاق انتشارها قد تغيّر كثيرًا منذ ذلك الوقت. فعلى سبيل المثال، يُعد جنس بليسيا (Plecia) من فصيلة النبيذيات شائعًا في مجموعات الأحافير التي وُجدت في المناطق التي تُعد معتدلة حاليًا، إلا أنها لا تعيش اليوم إلا في المناطق الاستوائية وشبه الاستوائية. كما شهدت مسطحات الجوانب (Platypleurin) من الزيزيات تنوعًا كبيرًا خلال الإيوسيني. أما الصدفيات، فقد ازدهرت في المحيطات خلال هذه الفترة.